# Château de Torrechiara
Le château de Torrechiara est un imposant  château fort du XVe siècle présentant à la fois des caractéristiques médiévales et Renaissance ; situé au sommet d'une colline rocheuse aux portes du Val Parma et non loin d'une abbaye bénédictine datant de la même époque. Il est à proximité du petit village médiéval de Torrechiara, un hameau de Langhirano, dans la province de Parme. Il a été construit par Pier Maria II de' Rossi, comte de San Secondo entre 1448 et 1460.
Structure défensive puissante, le château fut conçu comme une élégante demeure pour le comte et sa maîtresse, Bianca Pellegrini de Arluno, pour laquelle il crée au centre de l'édifice la splendide Chambre d'or (camera d'oro) décorée par Benedetto Bembo. Il est considéré comme l'un des châteaux les plus remarquables, les plus scénographiques et les mieux préservés de l'Italie. Depuis 1911, c'est un monument national italien inclus dans le circuit de l'Association des châteaux du duché de Parme, Plaisance et Pontremoli.
Depuis décembre 2014, il est géré par le ministère pour les Biens et Activités culturels à travers le complexe muséal d'Émilie-Romagne, devenu en décembre 2019 la direction régionale des musées.

## Historique

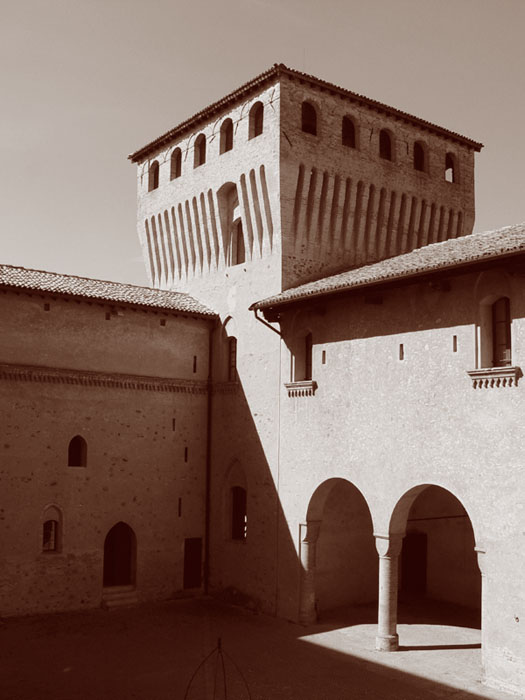
Tour sud-ouest du château (tour du Giglio).

### Origines
La forteresse originale de Torchiara est construite à l'époque médiévale ; la première preuve de son existence remonte à 1259, lorsque le maire de Parme approuve sa démolition car elle a été utilisée à plusieurs reprises par les rebelles comme refuge et comme base pour attaquer la ville.
Quelques années plus tard, la famille Scorza construit une forteresse sur les ruines qui, en 1293, est attaquée et détruite à la demande du podestat Marco Giustiniani pour venger une blessure faite par Egidiolo Scorza au fils d'un certain Carretto. En 1297, la municipalité de Parme décrète qu'aucune structure défensive ne pouvait être reconstruite sur son emplacement.
Néanmoins, en 1308, Gilio Scorza accueille à Torrechiara les Lupi Meli et la famille Rossi qui ont été expulsés de Parme à la demande de Giberto III da Correggio. Après avoir reconstruit le château, les rebelles en font leur base pour la conquête de la forteresse de Giarola qui appartient au monastère San Paolo de Parme. Giberto III réagit immédiatement : il commence par attaquer et détruire le château de Giarola, puis se déplace au château de Torrechiara qu'il assiège avant de conclure finalement un accord avec Rolandino Scorza, le fils de Gilio. En 1313, Cabrietto Scorza, frère de Rolandino, et Guglielmo de 'Rossi unissent leurs forces, attaquent la forteresse de Torrechiara et la détruisent.

### Pier Maria II de' Rossi
Pier Maria II de' Rossi « il Magnifico » naît le 25 mars 1413 à Berceto, bourgade des Apennins parmesans, fils de Pietro et Giovanna Cavalcabò, noble de Crémone La famille est originaire de San Secondo, ville de la plaine parmesane, qui devient le centre du pouvoir économique et politique des Rossi. Ils gouvernent environ un cinquième du territoire parmesan, parmi lesquels les podestats de San Secondo, Roccabianca, Torrechiara, Felino et Berceto.
Les Rossi sont liés à la cour milanaise des Visconti. Pour cette raison, Pier Maria est envoyé à Milan pour recevoir une éducation intellectuelle et militaire. Il suit des études littéraires, s’intéresse à la musique, aux mathématiques, à l'astrologie et il apprend le français, l'espagnol, le latin, le grec, l'arabe et l'hébreu. Il se consacre avec succès au métier des armes et, devenu capitaine des Visconti, il conquiert de nombreux territoires.
À seulement 15 ans, il est contraint d'épouser Antonia Torelli, la fille de Guido Torelli, comte de Guastalla et de Montechiarugolo, afin d'unir les deux familles voisines et établir un accord de non-agression. À Milan, il s'éprend de Bianca Pellegrini, une dame de cour de la duchesse Blanche Marie Visconti. Après plusieurs années de mariage et avoir eu dix enfants, Antonia Torelli se retire au monastère San Paolo à Parme, laissant la possibilité à Pier Maria de faire venir Bianca à San Secondo et à Roccabianca où le chevalier lui a fait construire un château.
En mai 1448, Pier Maria II de' Rossi commence le chantier de construction du château situé sur les ruines de l'ancienne forteresse, intervenant personnellement dans la conception des structures défensives. Grâce à sa position lui offrant une visibilité exceptionnelle sur toute la vallée, la nouvelle forteresse, qui est une partie de l'ambitieux projet de restructuration territoriale des domaines des Rossi qui s'étendent sur environ un cinquième de la région de Parme, doit permettre de consolider le rôle de premier plan de la famille dans la région. La scénographie du château, au caractère fortement défensif grâce aux trois murs et aux quatre tours d'angle massives, est également conçue comme une élégante résidence isolée où le comte peut retrouver son amante Bianca Pellegrini d'Arluno. Pour cette raison, Pier Maria s'adresse aux artistes les plus importants de la région pour décorer les pièces intérieures, dont Benedetto Bembo qui a peint la Camera d'Oro dans le style gothique. Les travaux de construction sont achevés en 1460.

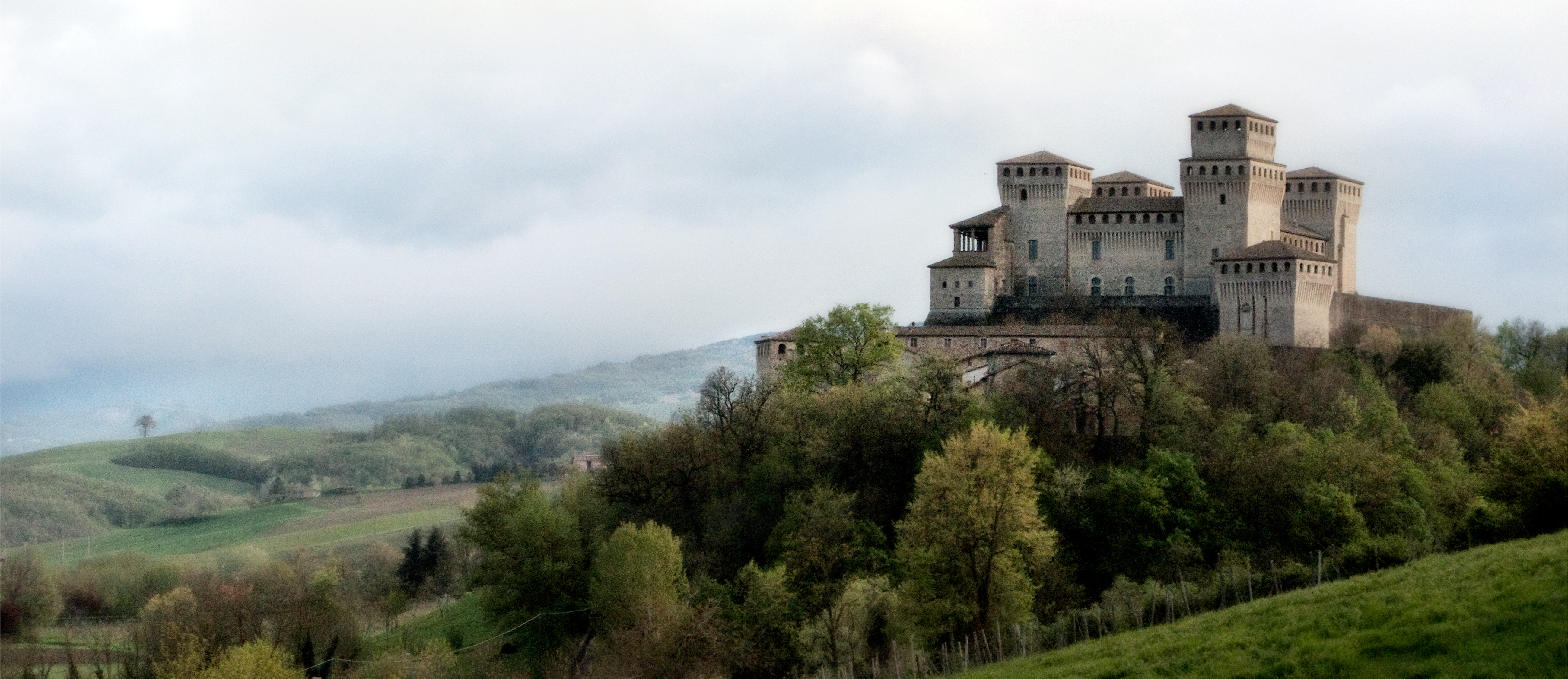
Château vu du nord-est.

Armoiries des Rossi.

En 1464, le comte lègue dans son testament le château à Ottaviano qui, bien qu'il fût formellement le fils de Bianca et de son mari Melchiorre Arluno, est en fait beaucoup plus vraisemblablement le fils naturel de Pier Maria lui-même. Cependant, Ottaviano meurt avant le comte, de sorte que les biens qui lui étaient destinés sont attribués à l'héritier principal Guido de 'Rossi.

### Domination des Sforza
La guerre désastreuse des Rossi, commencée au début de 1482, bouleverse les plans de Pier Maria qui décède dans le château de Torrechiara le 1er septembre de la même année. Après le partage de l'héritage, la forteresse passe à Guido, mais sa possession ne dure que quelques mois : après le château de Felino, celui de Torrechiara, assiégé par Gian Giacomo Trivulzio, se rend en mai 1483 aux troupes milanaises. Après la fuite des Rossi, d'abord à Gênes, puis à Venise, leurs principales forteresses de Felino, Torrechiara et San Secondo sont assignées à un fils cadet de Ludovic Sforza qui en devient leur administrateur. 
À la suite de la conquête du duché de Milan par les Français en 1499, le château de Torrechiara change plusieurs fois de propriétaire. Le roi Louis XII investit les châteaux de San Secondo, Felino et Torrechiara. Le comte Troilo I de' Rossi, fils de Giovanni, ne peut prendre possession que du premier; son cousin Filippo Maria de' Rossi, fils de Guido, pouvant en effet compter sur le soutien de quelques habitants des deux fiefs qui s'opposent à l'entrée de Troilo. Pour cette raison, au mois de septembre, Gian Giacomo Trivulzio se rend à Felino et à Torrechiara comme lieutenant royal, ordonnant aux châtelains de remettre les forteresses au propriétaire légitime. Cependant, en octobre, malgré les protestations de Troilo, le roi assigne Torrechiara et Felino au maréchal Pierre II de Rohan Gié, seigneur de Giè. L'année suivante, Filippo Maria, allié des vénitiens et de Ludovic Sforza , profitant de l'absence du maréchal, s'empare facilement des deux forteresses lorsque Ludovic Sforza s'installe à Milan. Le retour des Français conduit Filippo Maria à fuir à Mantoue ; Louis XII redonne les châteaux de Felino et Torrechiara à Pierre II de Rohan qui en 1502 les aliène pour 15 000 écus au marquis Galeazzo Pallavicino de Busseto. 
En 1512, Filippo Maria projette de reconquérir les châteaux de Felino, Torrechiara et Basilicanova, mais il est contraint d'abandonner et en 1522, il renonce définitivement à toute prétention sur ces forteresses.

### Propriété des Sforza de Santa Flora
En 1545, la comtesse de Santa Fiora, Costanza Farnese, accepte le mariage entre son fils Sforza I Sforza de Santa Fiora et la marquise Luigia Pallavicini, qui apporte, entre autres, les fiefs de Torrechiara et Felino comme dot.
En 1551, lors de la guerre de Parme qui oppose le duc de Parme Octave Farnèse, soutenu par le roi de France Henri II, et le pape Jules III soutenu par le gouverneur de Milan Ferdinand Ier de Guastalla, allié du Saint Empereur romain Charles V de Habsbourg, Ferdinand Ier conquiert les deux forteresses Sforza et installe son camp près de l'abbaye Santa Maria della Neve ; peu de temps après, les troupes ducales d'Octave, le cousin de Sforza, contre-attaquent victorieusement le château de Torrechiara occupé par le capitaine impérial Ascanio Comneno.
Dans les années suivantes, Sforza I Sforza di Santa Fiora, qui a l'intention d'accentuer la fonction résidentielle de la forteresse, apporte quelques modifications aux structures : il construit les deux grandes loggias panoramiques vers le Val Parma, abaisse les murs vers le village et démolit une partie des autres murs de la forteresse, transformant les terrasses en vergers et jardins suspendus. Le comte, et surtout son fils Francesco, commandent également à des artistes importants, dont Cesare Baglioni, la décoration des pièces intérieures.
En 1707, son cousin Federico III Sforza, duc d'Onano, hérite du titre de comte de Santa Fiora. Il avait ajouté le nom de famille de sa femme Livia au sien depuis 1673, donnant naissance à la famille Sforza Cesarini.
En 1821, le duc Marino Torlonia épouse Anna Sforza Cesarini qui apporte le château de Torrechiara comme dot.

### Époque moderne
En 1909, les ducs vendent le château à Pietro Cacciaguerra, qui le dépouille de tout le mobilier. En 1911, le château est déclaré monument national et l'année suivante, il est acheté, vide, par l'État italien qui l'ouvre au public.
Le tremblement de terre du 23 décembre 2008 lui cause de nombreux dommages, en particulier au niveau des murs extérieurs de la tour de San Nicomède et des remparts ; certaines pièces sont immédiatement fermées et, en 2009, la consolidation de la structure du bâtiment est réalisée. L'oratoire San Nicomède est ensuite rénové et la dalle du toit, qui s'est effondrée à son niveau au début du XIXe siècle, est reconstruite. La Salle du Soir (Sala della Sera) est ainsi recréée et restaurée, située à l'extrémité des salles de l'Aurore, du Midi et des Vêpres ; les salles sont rouvertes au public en 2014. 

## Description

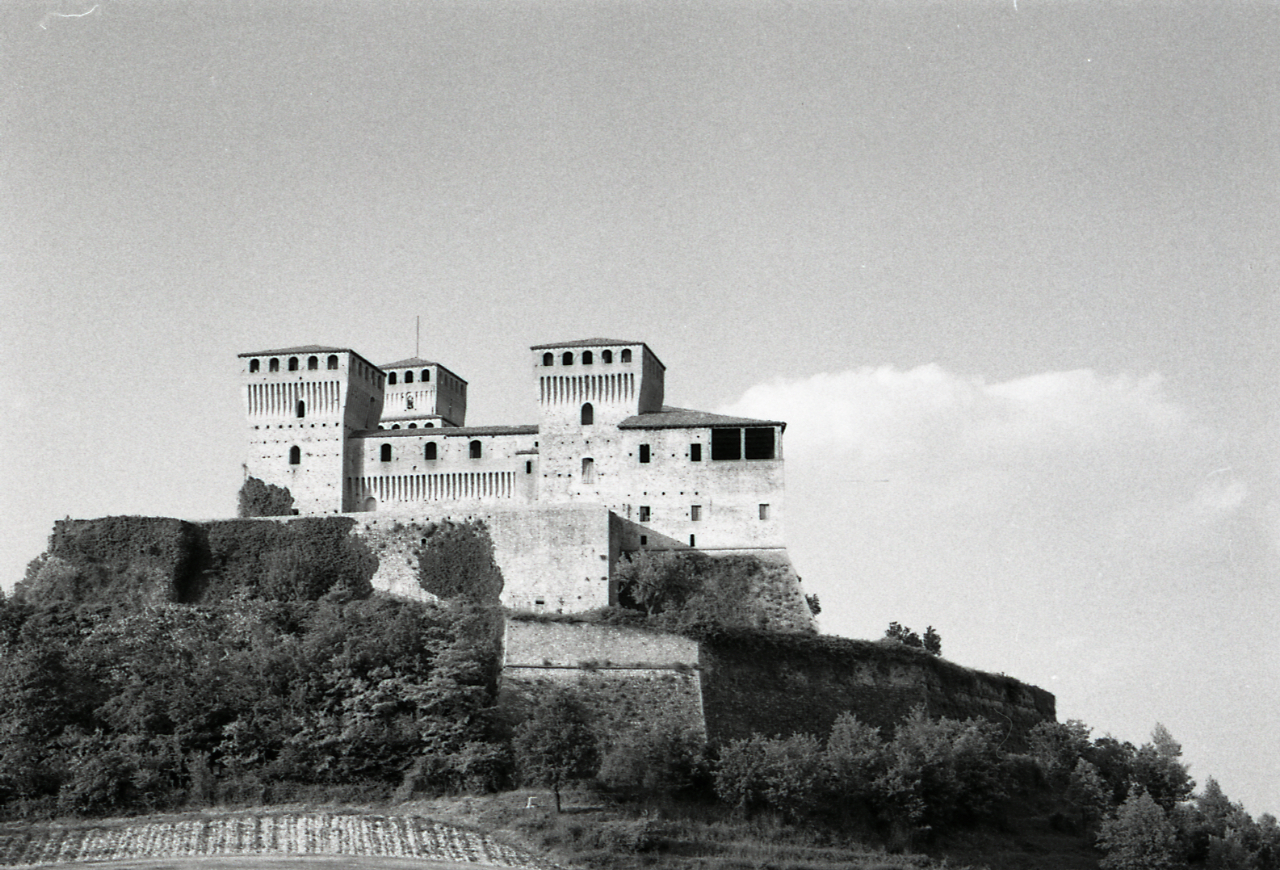
Le château vu du sud. Photo par Paolo Monti, 1976.

### Structure

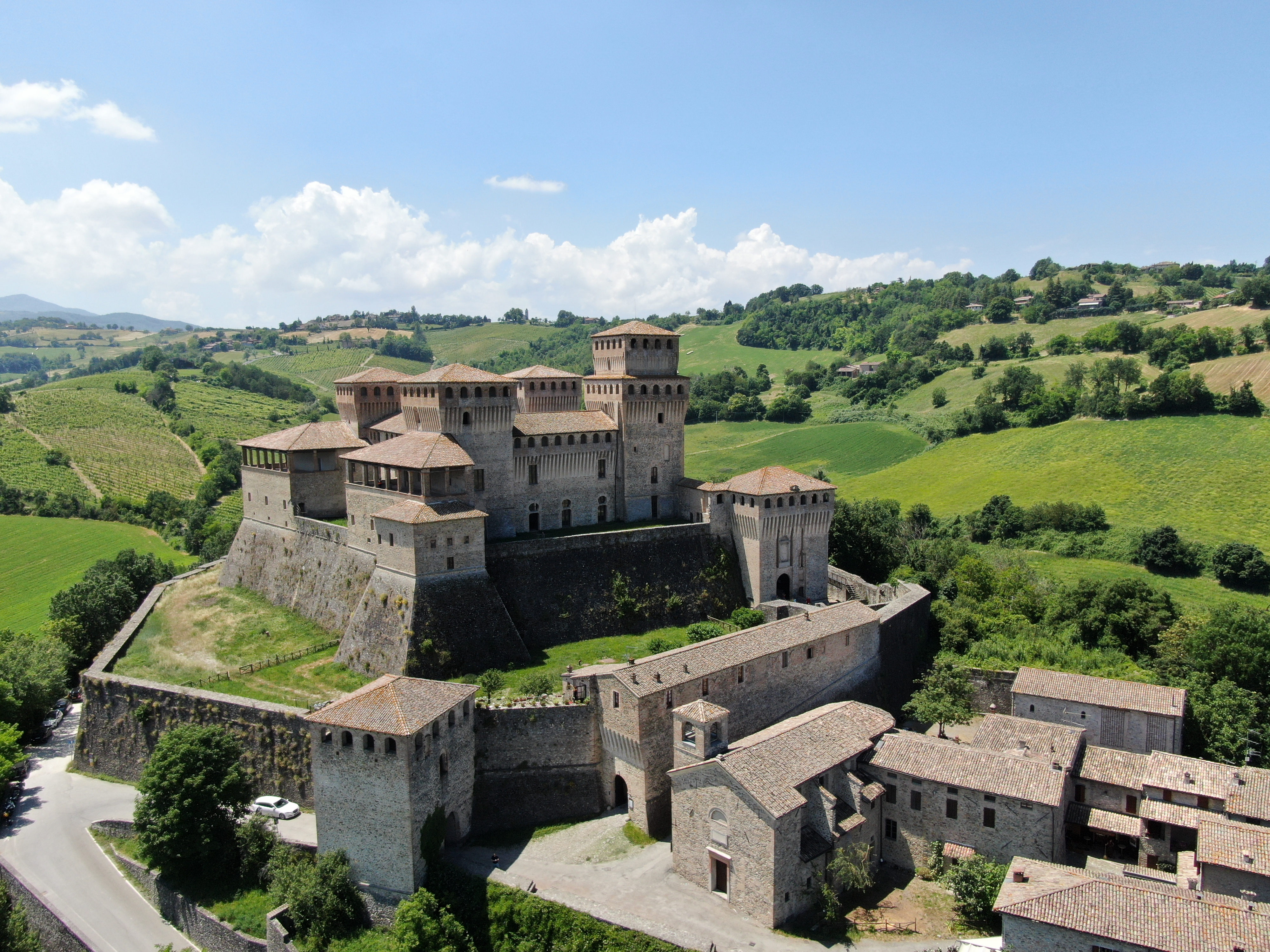
Château de Torrechiara, vue d'oiseau

Le château se dresse à une altitude de 278 m d'altitude sur le sommet d'une colline dont les côtés est et sud ont été surélevés lors de sa construction pour permettre l'édification des structures de défense.
La puissante fortification se développe sur un plan presque rectangulaire autour de la cour d'honneur au centre, avec quatre tours quadrangulaires situées aux extrémités ; elle est entourée de trois murs de pierre, modifiés à la fin du XVIe siècle  : les murs les plus à l'extérieur qui entouraient la colline, furent démolis ; le mur intermédiaire, qui entoure le village, fut abaissé et prolongé au nord du château ; le mur le plus à l'intérieur, qui entoure le château, fut en partie surélevé.
Le bâtiment est également entouré d'un double fossé, traversé à l'origine par deux pont-levis : le plus à l'extérieur, disparu, s'est développé autour du village ; le plus profond, toujours existant, entoure les murs les plus proches du château. Les deux fossés à sec ont été dessinés par Pier Maria II de 'Rossi lui-même qui voulait ainsi éviter que ceux qui tentaient l'ascension du château, puissent se cacher dans l'eau.
Le château est revêtu de pierres et de briques au sommet des tours. Il s'élève sur de hauts escarpements construits à dessein pour des raisons structurelles et surtout, défensifs. Outre les trois cercles de murailles, les deux douves, les doubles pont-levis et les deux demi-lunes, il existe de nombreux dispositifs défensifs présents dans la forteresse depuis son origine, dont on peut encore voir des traces : le chemin d'accès sinueux exposé au tir des archers ; les fenêtres en bois fermant les espaces entre les merlons, plus tard couverts par des toits ; les passerelles de patrouille compartimentées ; les longs tasseaux à mâchicoulis qui longent les tours et les façades extérieures de tous les bâtiments;  le donjon massif qui le surmonte.
La façade orientale se distingue des autres par la présence des deux tours en saillie construites à la fin du XVIe siècle en surélevant les bastions des murs les plus intérieurs ; au sommet, deux grandes loggias panoramiques surplombent le Val Parma et la plaine.
L'accès, situé à l'origine au nord-ouest, près de la Tour Rivellino et de l'imposante Tour du Lion, a ensuite été déplacé vers le nord-est, à l'intérieur du long bâtiment. La porte est accessible en traversant le ravelin le plus extérieur donnant accès au village.
Du côté ouest de la petite clairière, dominée par l'église San Lorenzo, s'élève la porte nord-est, qui mène à la première cour par une rampe couverte abrupte, accessible par le portail en arc rond ; le long bâtiment, conçu à l'origine comme une tour, se caractérise par la présence de corbeaux au centre de la façade à l'entrée étroite, modifiée au sommet, et dont les anciens créneaux gibelins sont encore visibles au niveau de la façade.

### Tours
Le château a cinq tours carrées massives, dont quatre sont situées aux extrémités de la cour d'honneur ; les structures sont toutes caractérisées par la présence au sommet d'une bande de hauts corbeaux à mâchicoulis, qui soutiennent les passerelles fermées sur le pourtour par des créneaux gibelins recouverts d'un toit. Quatre tours de forme carrée sont reliées entre elles par un double mur d'enceinte qui entoure une cour rectangulaire dite cour d'honneur.

#### Tour Rivellino

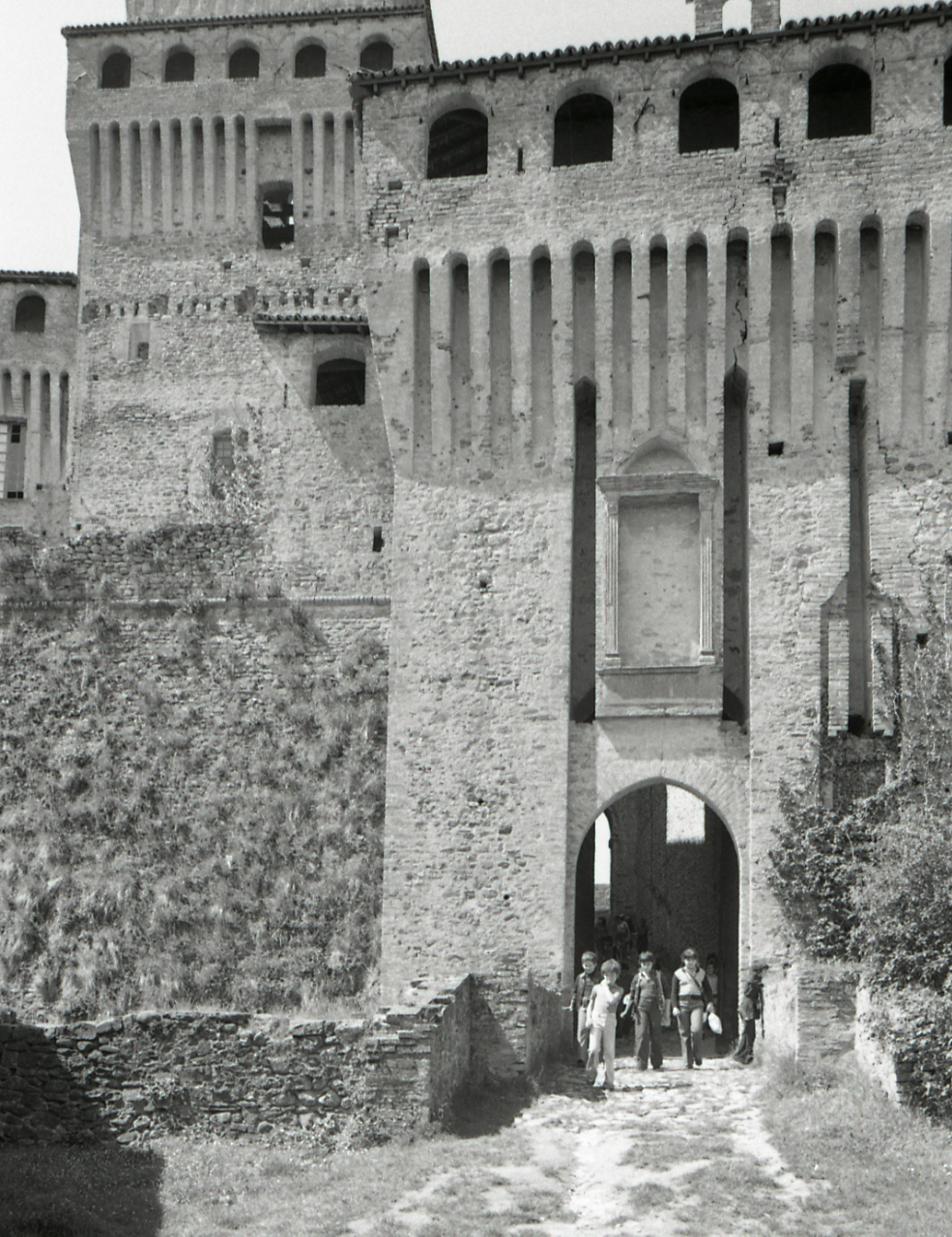
La tour de Rivellino. Photo par Paolo Monti, 1976.

La tour Rivellino est la tour d'entrée, accessible depuis la première cour en traversant un pont de pierre qui remplace l'ancien double pont-levis dont les trois hautes ouvertures qui abritaient les archers sont conservées. Cette tour massive en pierre est adossée au deuxième cercle de murs et dispose de deux portails vers l'extérieur : le plus petit, avec un arc en plein cintre, était à l'origine destiné aux piétons ; le plus grand, en arc, était utilisé pour le passage des chars et des chevaux. Au sommet, les ouvertures en arc entre les anciens créneaux en queue d'aronde, sont recouvertes par le toit.
Sur la façade, une niche est délimitée par des lésènes de grès soutenant le fronton triangulaire ; à l'intérieur, il y avait à l'origine une statue en marbre de Carrare représentant Pierre Maria II de 'Rossi, probablement déjà disparue au XVIe siècle lors de la restauration du château ; on peut encore lire l'inscription dictée par le comte: « Invoqué le nom dela redemptrice / Of cuy pronom I carry pietro rosso / Fonday sta rocha altiera et felice / M. de magio quaranteocto était le cours CCCC / Et cum divino help was perfecta / Avancez que sexanta était le dernier.. » .
À l'intérieur se trouve la billetterie à partir de laquelle se développe une rampe escarpée, pavée de pierres qui, traversant une grande arche ronde bordée de pilastres, monte vers la terrasse du château, flanquant toute l'élévation ouest.
A l'étage, quelques pièces nues avec une cheminée étaient destinées, à l'origine, aux sentinelles ; les chemins de ronde se situent au sommet et des canalisations fermées par des grilles de fer sont présentes dans les étages.

#### Tour du Lion

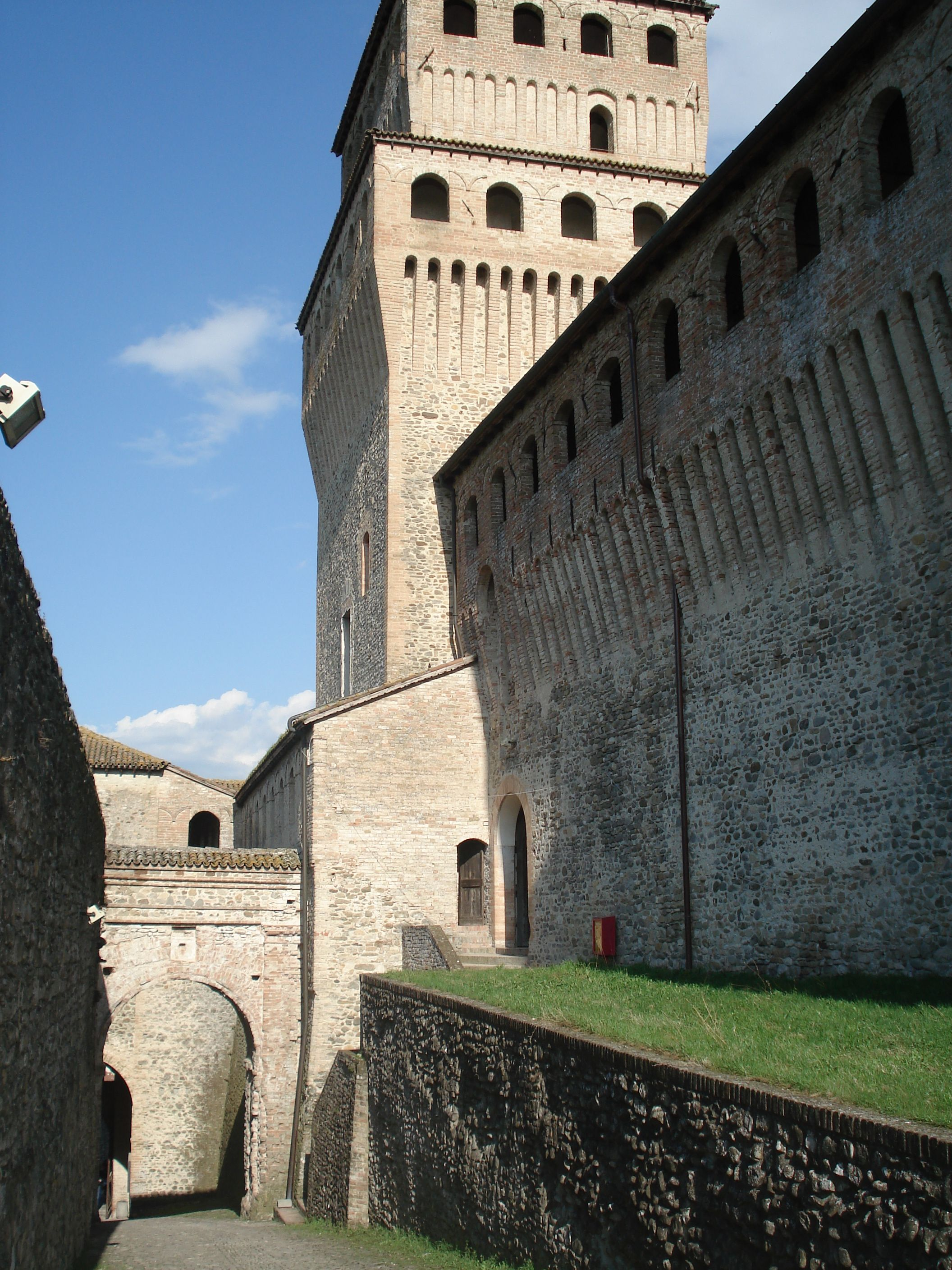
La rampe d'entrée du plateau du château dominé par la tour du Lion.

Située au nord, la tour du Lion (Leone), est le donjon du château. C'est la plus haute de toutes les tours qui tire son nom de l'emblème du blason des Rossi où figure un lion rampant. A proximité immédiate de la tour Rivellino, elle se trouve à l'extrémité nord-ouest de la cour d'honneur, en direction du Rio delle Favole, l'entrée d'origine du château.

#### Tour du Lys
La tour du Lys (Giglio) est située à l'extrémité sud-ouest du château, faisant face à la vallée du Rio delle Favole. Elle doit son nom à la présence d'un blason représentant un lys, en l'honneur de Bianca Pellegrini.

#### Tour Saint Nicomède
Située à l'extrême sud-est, la tour Saint Nicomède se trouve au-dessus de l'oratoire qui porte le même nom. Elle permettait de surveiller la plaine vers Langhirano.

#### Tour de la Chambre d'or
La tour de la Chambre d'or (Camera d'Oro), située à l'extrémité nord-est, fait face au Val Parma et à la plaine. Elle doit son nom à la présence de la célèbre salle ornée de fresques du même nom, située au premier étage de l'édifice.

### Cour d'honneur

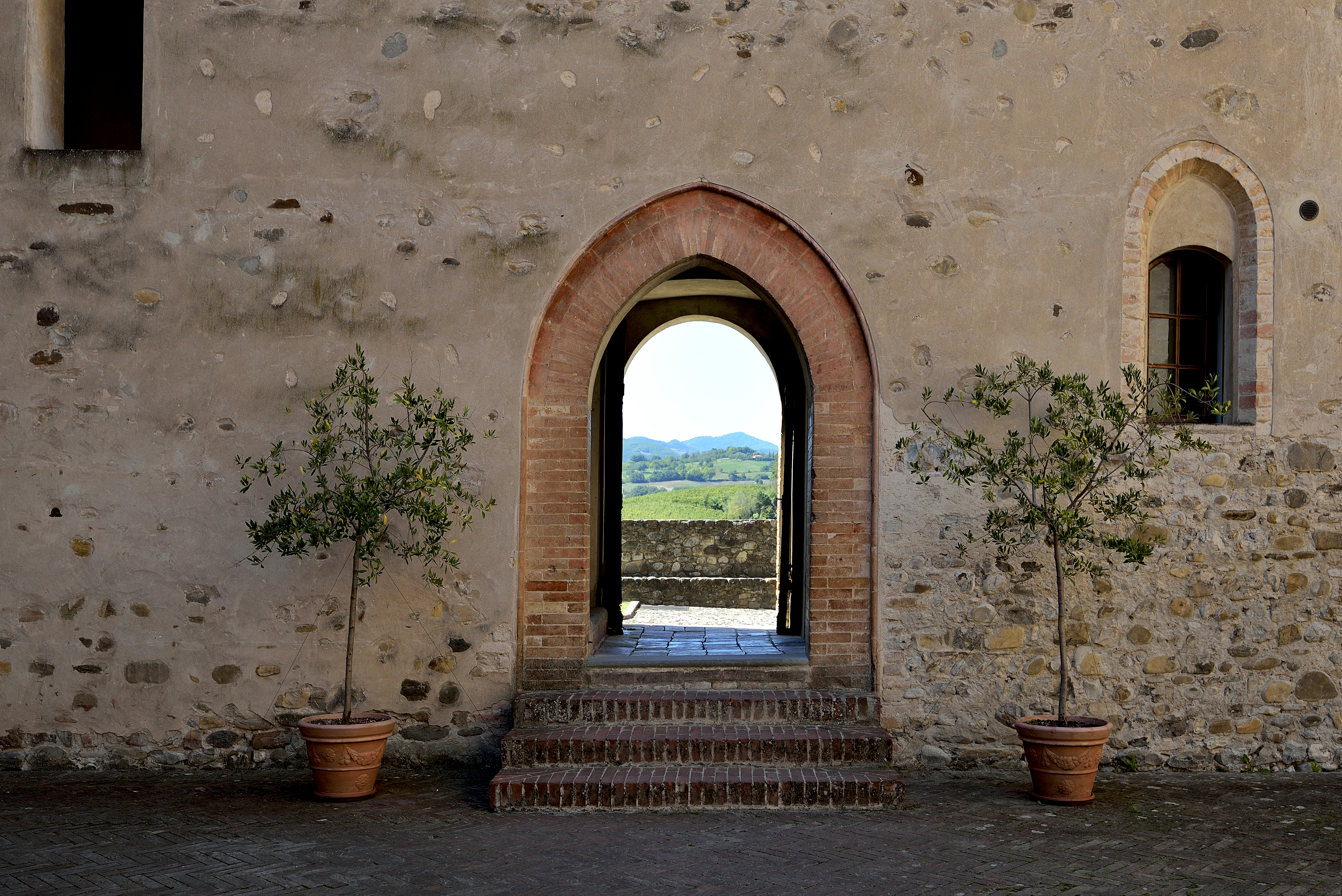
Accès à la cour d'honneur.

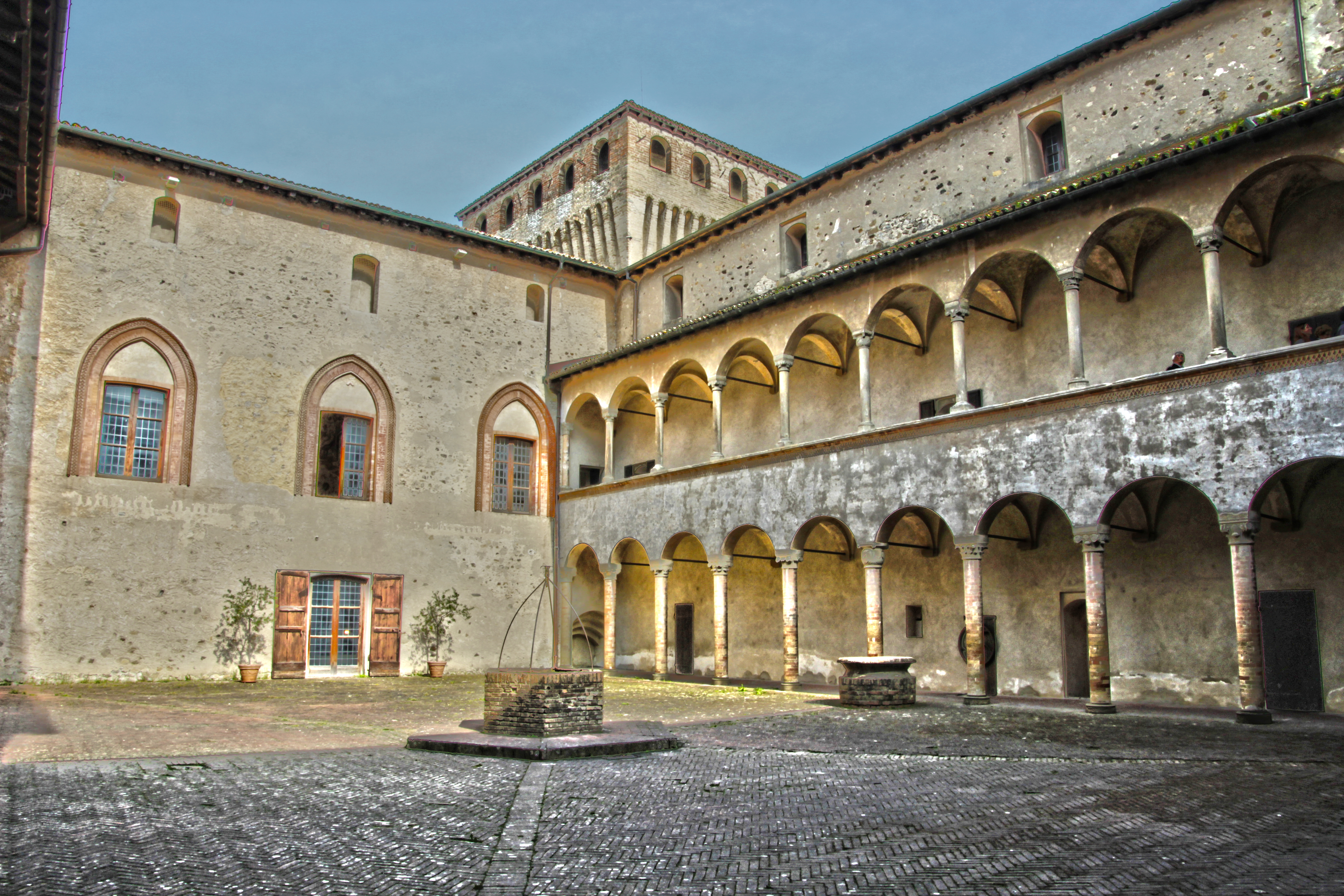
Cour d'honneur.

La terrasse sud donne accès par un portail en arc de cercle au centre de la façade sud du château, à la cour d'honneur. L'espace, qui s'étend sur un plan rectangulaire de 470 m², est dominé par des tours d'angle ; au centre se trouve un puits en brique, de 66 m de profondeur. Au rez-de-chaussée des côtés ouest et est, les deux arcades sont différentes.
Le grand portique ouest, aux arcs ronds de largeurs variables, est soutenu par des colonnes massives en briques couronnées de chapiteaux cubiques entaillés ; à l'intérieur, l'escalier est construit près d'un second puits. L'espace, décoré de la sinopie de la fresque représentant la Vierge trônant avec l'Enfant entre Saint Roc et Saint Sébastien attribuée à Jacopo Loschi, est couvert de grandes voûtes croisées. 
L'élégant portique oriental, aux arcs ronds de même largeur, est soutenu par de fines colonnes de briques, couronnées par des chapiteaux en grès sculptés de différents motifs, dont les initiales entrelacées de Bianca Pellegrini et Pierre Maria II de' Rossi. L'espace est couvert par une série de voûtes sur croisée d'ogives. Du côté sud, un escalier mène à la loggia du premier étage qui surplombe la cour d'honneur et a des arcades semblables à celles du niveau inférieur.
Le côté nord, en face de l'entrée en arc d'ogive, se caractérise par la présence au premier étage de trois grandes fenêtres bordées de grands cadres en terre cuite à arc d'ogive, décorés de motifs d'arcs entrelacés.

### Oratoire Saint Nicomède
L'oratoire, dédié à saint Nicomède, se développe sur un plan carré, avec une entrée sur le côté sud du portique oriental, au pied de la tour du même nom. Il est accessible par un portail en arc rond, fermé par une porte massive en bois, caractérisée par la présence des anciens clous ornés des initiales entrelacées des deux amoureux, qui selon la tradition étaient enterrés dans le sous-sol de la chapelle.
Depuis 2014, l'oratoire est fermé au sommet par un plancher plat à la structure bidirectionnelle qui simule le plafond d'origine qui s'est effondré au début du XIXe siècle.
La salle nue ne contient que l'autel en maçonnerie à côté duquel se trouve une niche gothique à arc d'ogive, bordée d'une charpente en brique. À l'origine, il y avait d'autres meubles, aliénés au début du XXe siècle. Derrière l'autel se tenait un grand polyptyque peint en 1462 par Benedetto Bembo, représentant au centre la Vierge intronisée avec l'enfant entourée d'anges et sur les côtés les saints Antonio Abate, Nicomède, Catherine et Pierre Martyr. Sur la gauche, accessible intérieurement depuis la Sala di Giove adjacente, se trouvait la tribune en bois construite vers 1475, probablement par Arduino da Baiso, composée de deux panneaux décorés de carreaux semblables à ceux de la Chambre d'or. Peut-être reconstruite au XIXe siècle, cette structure permettait aux châtelains d'assister aux services religieux sans être vus. Les deux œuvres, n'ayant pas trouvé acquéreur lors d'une vente aux enchères en 1914, ont d'abord été installées à Florence dans le Palazzo Davanzati puis, après quelques changements de propriété, ont été achetées par la municipalité de Milan pour être finalement exposées à la Pinacothèque du château des Sforza, où elles sont toujours.

### Intérieur
L'intérieur est très riche en salles somptueusement décorées de fresques représentant des scènes de la nature, des scènes fantastiques et grotesques. Le nom de chaque salle rappelle le thème principal de la fresque qui y est peinte.

#### Rez-de-chaussée
Au rez-de-chaussée, on trouve la salle de Jupiter (Giove), la salle de la Pergola (Pergolato), la salle de la Victoire (Vittoria), la salle des Anges (Angeli), la salle du Velum (Velario) et le salon des Blasons (Stemmi). Au même étage, l’oratoire Saint Nicomède, utilisé comme chapelle du palais par Bianca Pellegrini et Pier Maria Rossi, est le lieu de leurs sépultures.
A côté de l'oratoire, les trois « salles ouvertes » donnent sur le portique est, destiné aux dames de la cour pour la lecture, la broderie et la musique. Les salles tirent leur nom des sujets des fresques grotesques qui ornent les voûtes, réalisées par Cesare Baglioni et ses assistants vers 1584, comme les autres salles du rez-de-chaussée, à l'exception de la salle du Velum peinte en 1575.

##### Salle de Jupiter

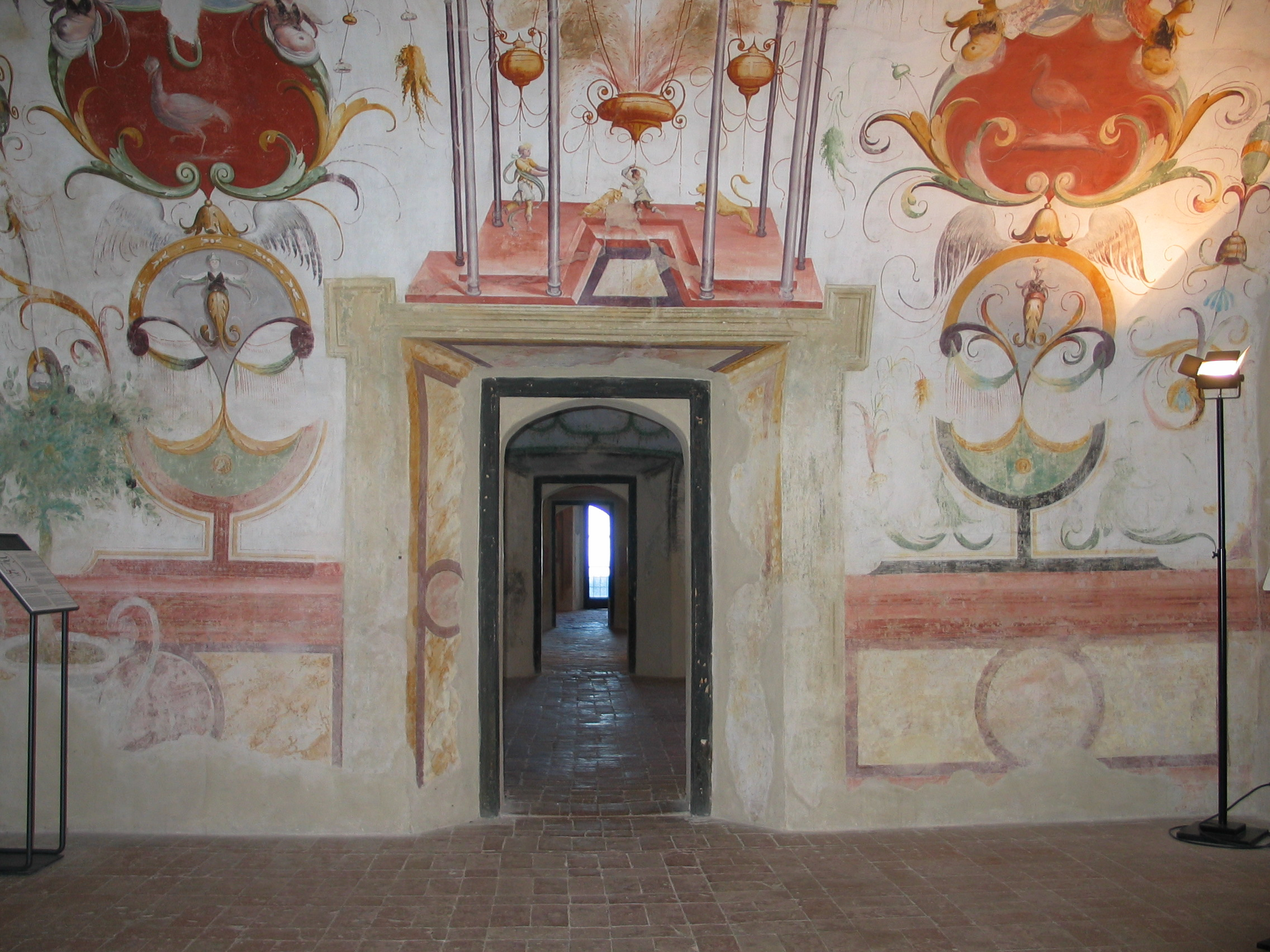
Salle de Jupiter.

La première salle, la salle de Jupiter (Sala di Giove), communique au sud avec l'oratoire, au sud-est avec les prisons et au nord avec la salle de la Pergola, et est fermée par une voûte en berceau, au centre de laquelle se trouve un ovale à ossature mixtilinéaire, contenant, à côté d'un aigle, Jupiter sur un nuage prêt à lancer un éclair.
Le reste du plafond et les grandes lunettes en dessous sont richement décorés de fresques grotesques symétriques de Cesare Baglioni et Innocenzo Martini représentant, avec des couleurs vives sur fond blanc, de grands temples contenant des braseros, des bucranos, des sphinx, des nymphes, des vases, oiseaux, cornes d'abondance, édicules, branches entrelacées, arabesques, rubans, animaux fantastiques et diverses figures féminines. Le mur oriental se distingue, orné d'un tableau représentant un cadre végétal à fond céleste, qui sert de support à de nombreuses espèces d'oiseaux.

##### Salle de la Pergola

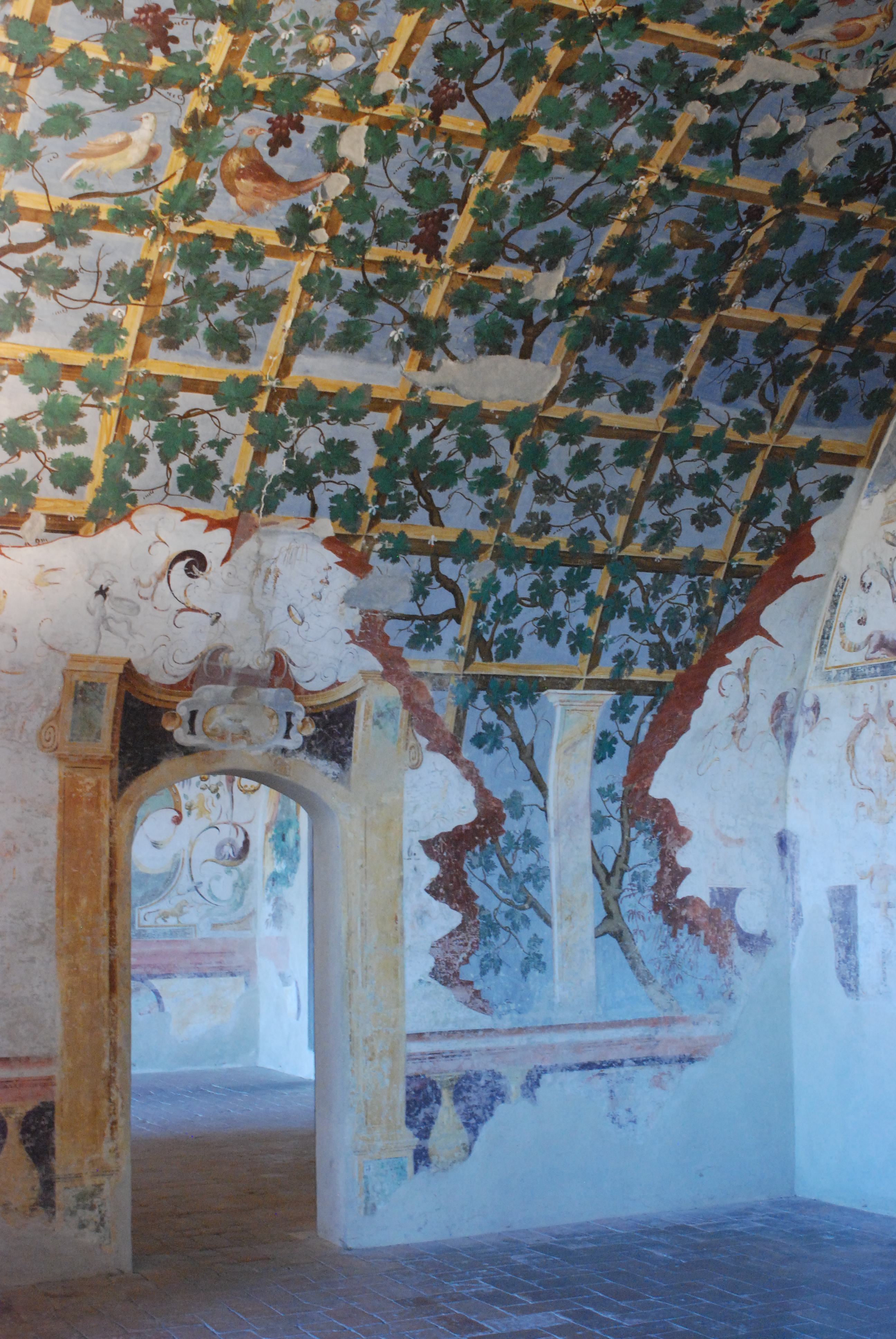
Salle de la Pergola.

La deuxième salle, située au centre de l'aile est, est couverte d'une voûte en berceau, presque entièrement décorée d'une fresque en trompe-l'œil représentant une pergola, qui interrompt de façon irrégulière les grotesques représentés sur son contour ; les peintures se poursuivent également sur les grandes lunettes des deux  murs.
Des branches de vigne, riches en grappes de raisin, s'entrelacent sur la maille carrée et dense de la pergola en bois qui est soutenue par des piliers ;  de nombreux oiseaux d'espèces différentes volent dans le fond céleste, dont certains ne sont pas indigènes. En bordure, les grotesques sur fond blanc, brisés par le trompe-l'œil, représentent des sphinx, des vaisseaux et des figures féminines et mythologiques, dont Mars et Vénus.
De faux paysages avec des ruines, des plantes et des murs en ruine, sont également représentés sur les murs de la pièce.

##### Salle des paysages
La troisième salle de l'aile est est couverte par une voûte en berceau, au centre de laquelle se dresse un rectangle encadré, contenant un grand cupidon volant parmi les nuages et tenant dans ses mains deux bouquets de fleurs ; sur les quatre côtés, les ruines d'édifices sur fond de paysages imaginaires avec des ponts, des cours d'eau, des arbres et de hautes montagnes sont représentés dans quatre ovales.
Les fresques grotesques symétriques, prolongées sur le plafond et sur les murs, représentent des arabesques, des figures féminines, des animaux fantastiques et, à l'intérieur des camées, des combats entre des guerriers et des personnages mythologiques sur fond blanc.

##### Salle de la Victoire

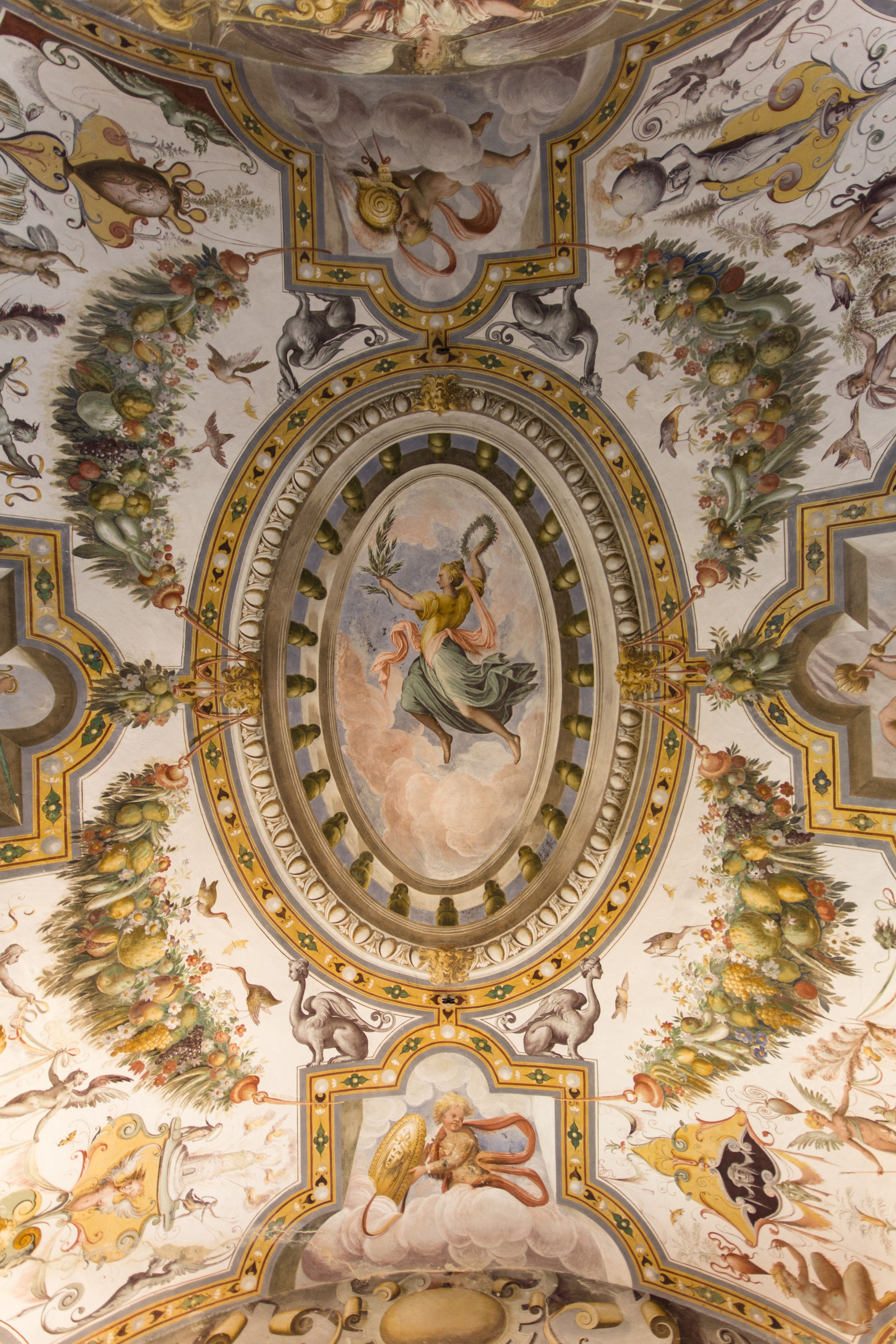
Plafond de la salle de la Victoire.

Cette pièce, située au rez-de-chaussée de la tour de la Chambre d'or, est probablement une salle à manger car elle communique avec les deux espaces de service qui mènent à la cuisine du château.
La salle est couverte par une grande voûte en berceau, au centre de laquelle se dresse un grand ovale à double charpente, contenant, outre une fausse balustrade soutenue par des colonnes, la Victoire volant parmi les nuages ; la divinité porte une couronne de laurier et un rameau d'olivier, respectivement l'allégorie de la gloire terrestre et de la paix entre Dieu et les hommes, rendue possible grâce à la protection du pape et de l' empereur du Saint Empire romain.
La décoration grotesque, tout à la fois riche et solennelle, s'étend sur le plafond et les murs. Autour de l'ovale central, figurent quatre grands festons avec des fruits et des fleurs, sur lesquels descendent les oiseaux en vol ;  sur les côtés, quatre cadres mixtilinéaires renferment autant d'angelots volant parmi les nuages, portant une épée, un casque, une massue et un bouclie ; aux extrémités, sont représentés quatre grands sphinx flanqués de figures mythologiques et fantastiques.
Sur la porte d'entrée de la salle, la représentation de la renommée se détache dans la grande lunette, assise sur un obus parmi des prisonniers enchaînés, jouant d'une fine trompette annonçant la victoire.
Deux grandes armoiries de l'empereur Rodolphe II de Habsbourg et du pape Grégoire XIII sont peintes sur les côtés de la fenêtre du mur opposé, symbolisant respectivement le pouvoir temporel et spirituel. Enfin, la pièce conserve une cheminée du XVIe siècle, sur le manteau de laquelle est peint un paysage.

##### Salle des Anges

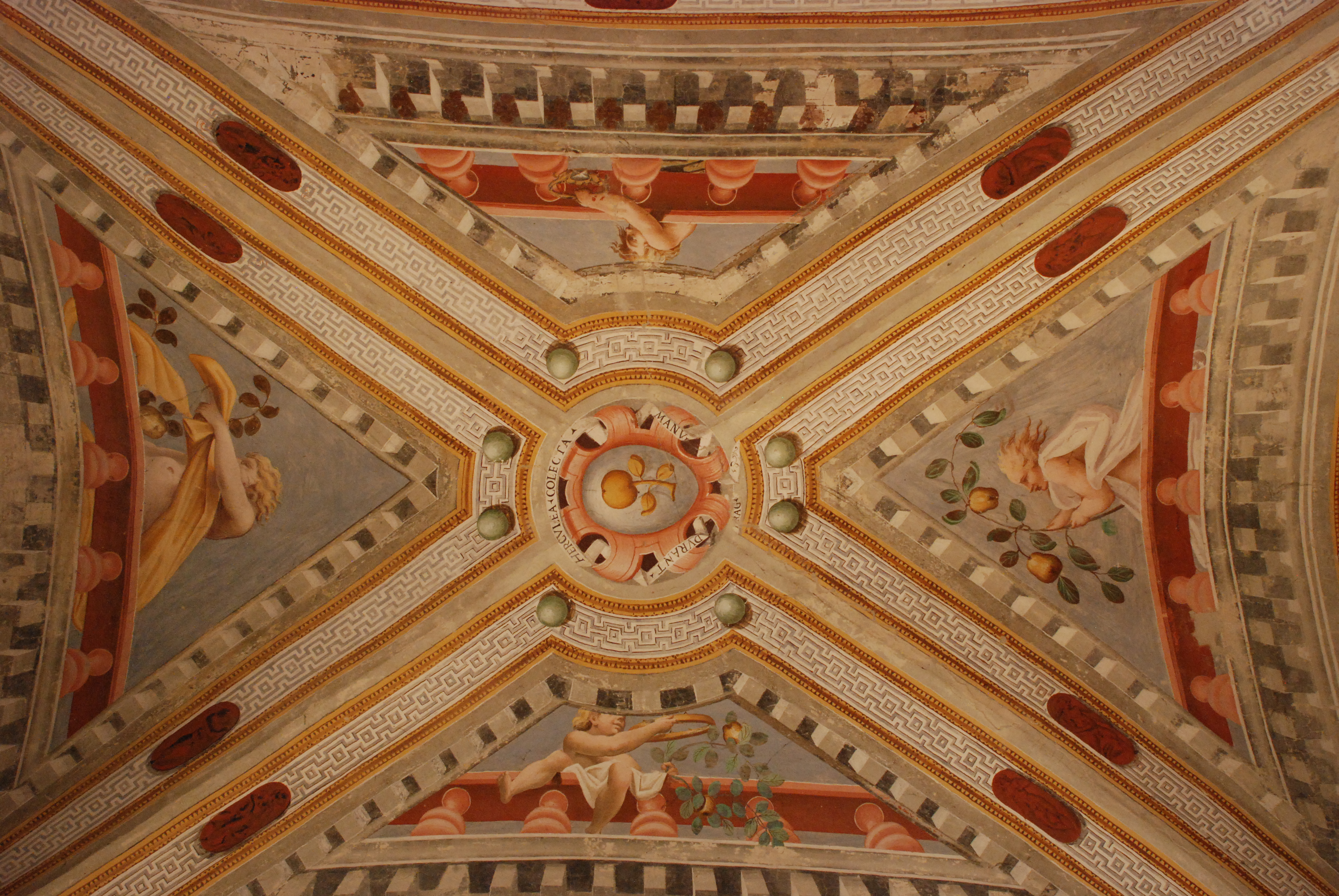
Plafond de la salle des Anges.

La salle de la victoire s'ouvre sur les deux salles de service situées au rez-de-chaussée de la partie du château, en saillie de la tour de la Chambre d'Or. Ces pièces, dont la première communique avec le rempart oriental autrefois cultivé comme potager, et la seconde avec la cuisine. Bien que destinées à la préparation des repas, elles furent richement décorées par Cesare Baglioni avec des fresques festives de la famille Sforza de Santa Fiora.
La première salle est couverte par une voûte en croix, ornée de peintures représentant quatre angelots (un dans chaque voutain), définis comme des anges bien qu'ils n'aient pas d'ailes ; les personnages reposant sur des balustrades portent trois branches de coing dans leurs mains, une bague en diamant et une couronne de comte. Les quatre voutains du plafond sont séparées par de grands cadres richement décorés, qui convergent en clef de voûte dans un cartouche entouré de l'inscription « Herculea colecta durant manu fragrantia »,   une autre branche de coing se dresse au milieu, symbole, avec le lion, des Sforza de Santa Fiora.
Les lunettes sous les murs sont ornées de fresques représentant une balustrade de marbre en perspective avec des piliers de support richement décorés ;  des oiseaux exotiques reposent dessus, sur le côté, dont des paons et des perroquets, et au centre, quatre grands cartouches contiennent les armoiries des Sforza et de leurs familles apparentées.

##### Salle du Velum
La seconde salle est couverte par une voûte en croix ornée de fresques représentant un velum peint en cercles concentriques au centre de la voûte. Quatre cartouches se détachent au milieu, séparés par de fines branches entrelacées où volent de petits oiseaux flanqués de figures mythologiques.
Les lunettes sur les murs sont ornées de fresques représentant une balustrade en perspective dont les piliers de soutien sont richement décorés ; dessus reposent quatre grands vases ornés des armoiries des Sforza di Santa Fiora et des familles apparentées: les Nobili de Montepulciano, les Habsbourg d'Autriche et les Farnèse.

##### Cuisine
La cuisine, située au rez-de-chaussée du coin nord-est, est reliée à la salle du Velum au sud, aux garde-mangers au nord, au rempart nord à l'ouest, utilisé à l'origine comme verger, et, par un escalier à l'est, à une deuxième cuisine au niveau inférieur et au logement des domestiques au niveau supérieur.
Son cadre rustique conserve la grande cheminée en pierre, le foyer avec le poêle, le chauffe-plats et l'évier en maçonnerie avec sa surface inclinée pour permettre à l'eau de s'écouler.

##### Salle d'armes

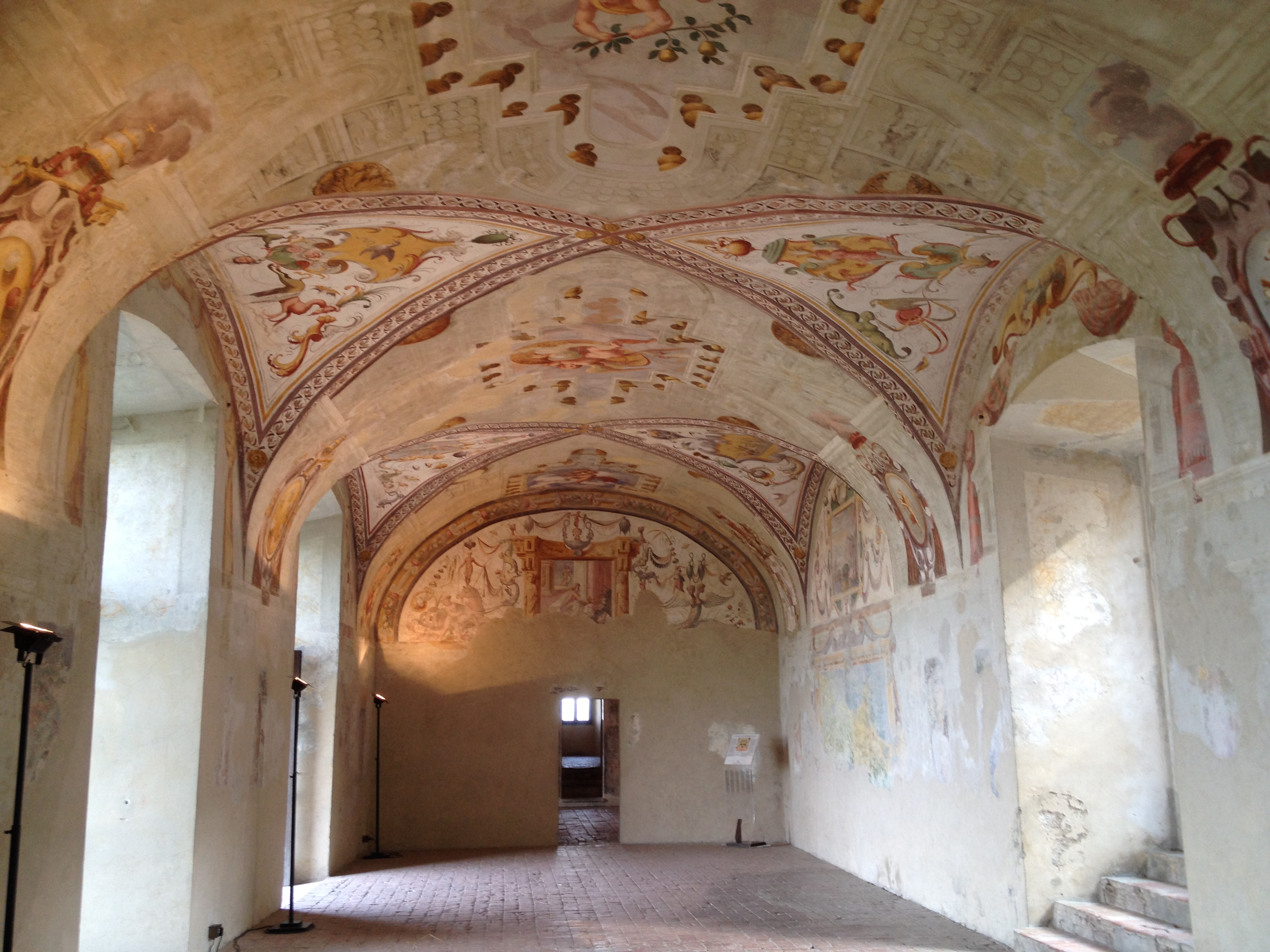
Salle d'armes.

La grande salle s'étend dans l'aile nord, entre la tour de la Chambre d'or et la tour du Lion. Conçue au départ comme salle de réception, elle donne sur la cour d'honneur avec un portail central et trois portes-fenêtres symétriques percées sur le rempart nord.
La salle est couverte par une voûte en berceau avec des lunettes correspondant aux trois ouvertures ; les murs et le plafond sont entièrement décorés de fresques probablement réalisées par Giovanni Antonio Paganino, collaborateur de Cesare Baglioni à plusieurs reprises.
Le plafond est composé de quatre grands voutains à ossature multilinéaire, soutenus par de fausses architectures aux colonnades prospectivement raccourcies ; au centre de chacun, un putto ailé, situé derrière une balustrade et portant une arme et un bouclier, se détache au milieu des nuages.
Les lunettes de la voûte et des murs sont décorées de grotesques ; parmi les nombreuses figures représentées, on peut voir des scènes très ironiques, dont un garçon monté sur un bélier et un petit théâtre avec un musicien ambulant et un nain barbu. Sur les côtés du portail du mur sud, deux grandes cartes géographiques des régions italiennes sont représentées au centre de grands panneaux.

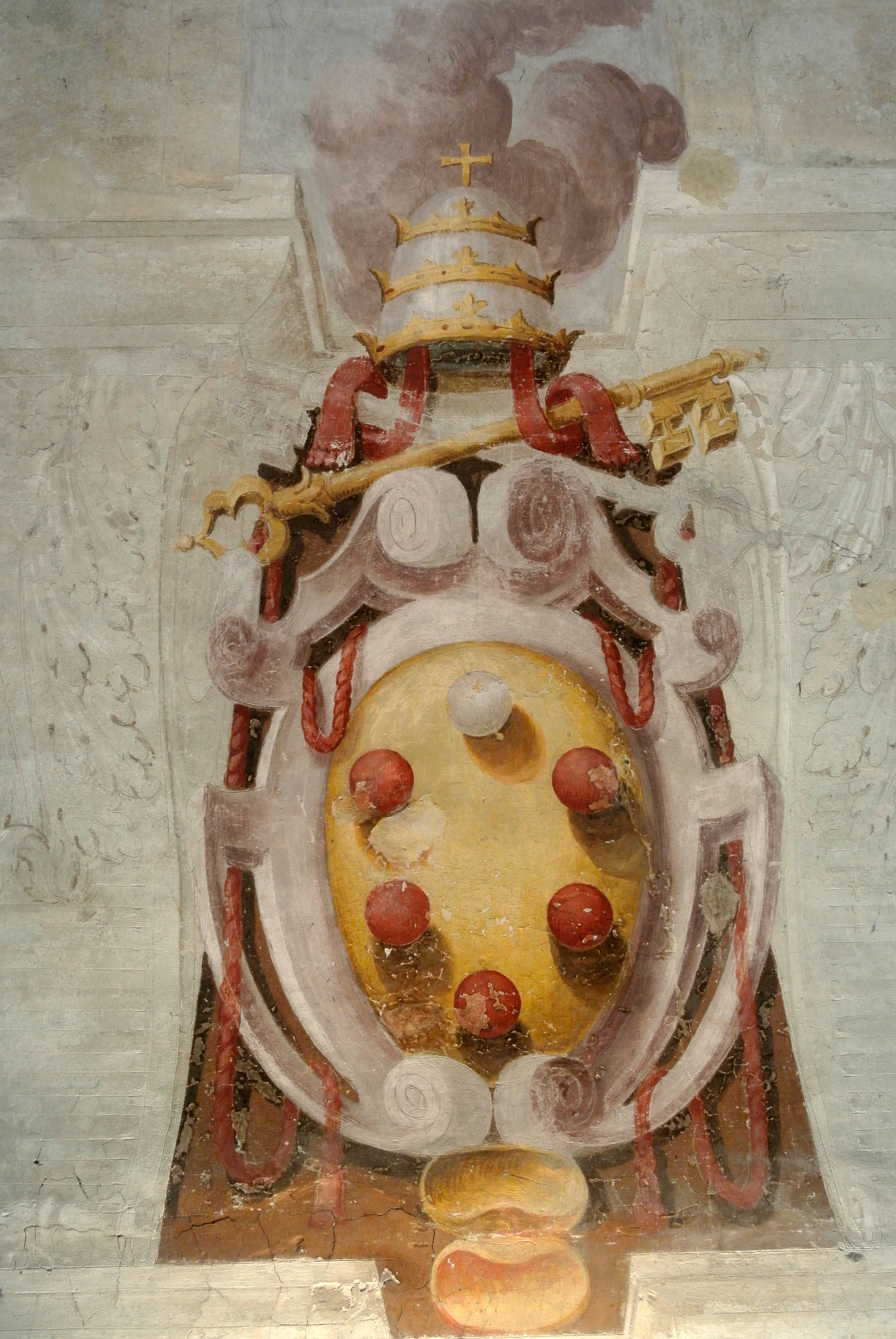
Les armoiries du pape Pie IV Médicis dans la salle d'armes.

La salle se caractérise par les huit grandes armoiries représentées sur les côtés. Dans la partie orientale, se trouvent les emblèmes des Sforza di Santa Fiora : le premier, très riche en insignes de leurs familles apparentées, est entouré de la Toison d'or ; le second fait référence au cardinal Guido Ascanio Sforza di Santa Fiora, et le troisième à un autre prélat important de la famille ; le quatrième a maintenant disparu. Les emblèmes de quatre papes marquants pour la famille sont représentés dans la partie ouest, ceux de : Gregoire XIII Boncompagni, beau-père de Costanza Sforza, sœur de Francesco, nommé cardinal par Grégoire lui-même ; Paul III Farnèse, l'arrière-grand-père de François ; Pie IV Médicis, lié aux Sforza par Catherine Sforza, épouse de Jean le Popolano ; Jules III, frère de l'arrière-grand-mère de François.

##### Salle pédagogique
La salle, également connue sous le nom de Sala della Confraternita dei Vignaioli della Torrechiara, est située au pied de la tour du Lion. De nombreuses illustrations informatives sur l'histoire du château et ses œuvres d'art y sont exposées à des fins pédagogiques.

##### Ecuries
Les écuries, accessibles depuis le portique ouest, sont situées au pied de la tour du Lys. Le vaste espace, conçu pour accueillir jusqu'à 10 chevaux, est pavé de galets de rivière ; les anciennes mangeoires en bois et les abreuvoirs y demeurent, fixés aux murs.

#### Premier étage

##### Salle du soir

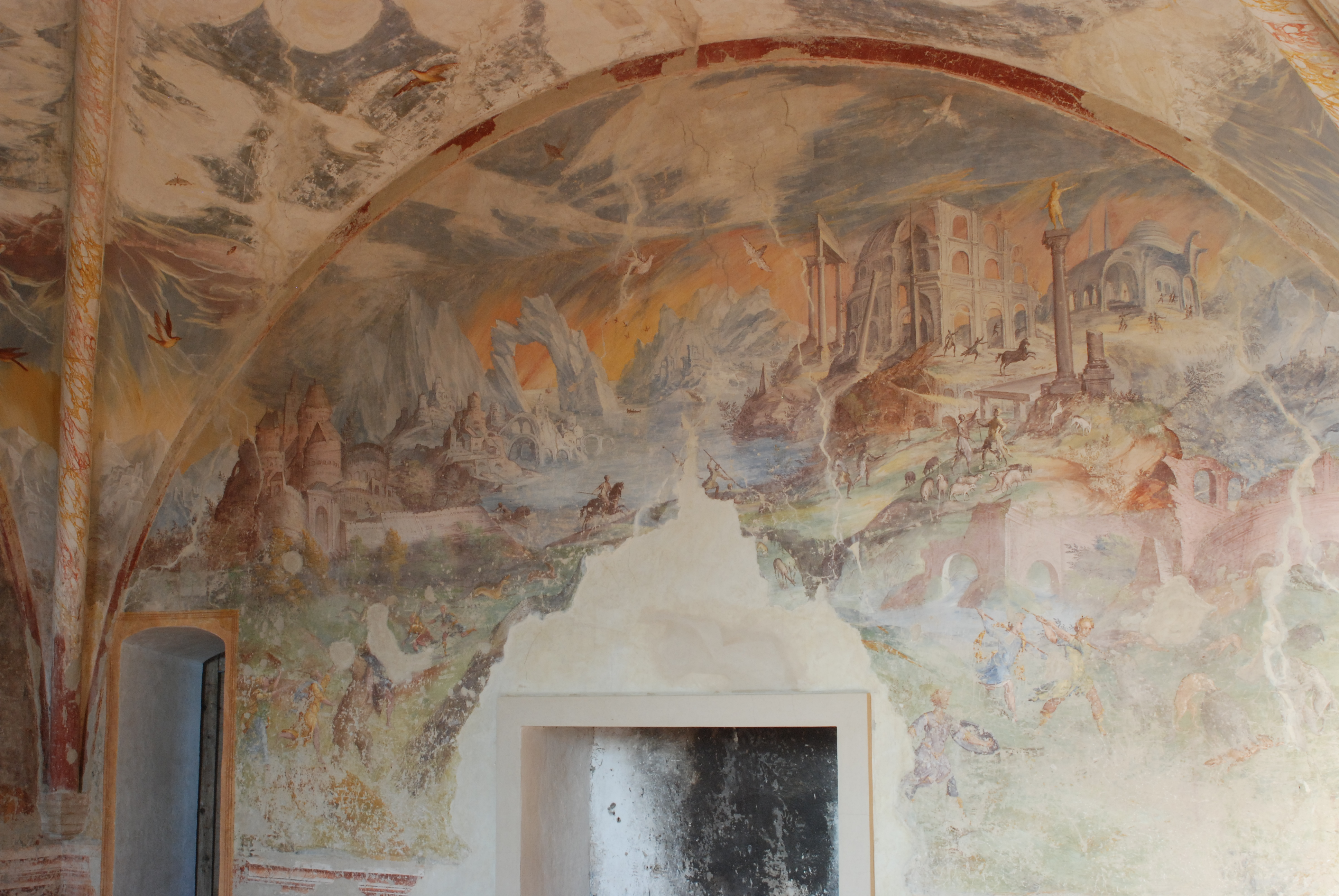
Salle du soir.

La loggia au premier étage, du côté est de la cour d'honneur, donne accès à quatre salles appelées « salles de la chasse et de la pêche » du fait des fresques qui recouvrent les plafonds et les murs et qui ont été réalisées par Cesare Baglione ; les peintures, très semblables les unes aux autres, diffèrent dans les différentes nuances du ciel, qui se référent à quatre moments différents de la journée.
Le parcours complet, créé spécifiquement à la fin du XVIe siècle à l'occasion de la décoration des salles, divisant le haut de l'oratoire Saint Nicomède en deux étages à l'intérieur de la tour du même nom, a disparu au début du XIXe siècle à la suite de l'effondrement du grenier. Pendant environ deux siècles, la suite de pièces est restée sans la dernière, la salle du Soir, tandis que la chapelle à double hauteur était couverte de fresques non religieuses. A l'occasion de la restauration de 2014, les deux salles ont été à nouveau séparées, l'étage intermédiaire reconstruit et les ouvertures du XVIe siècle  restaurées.

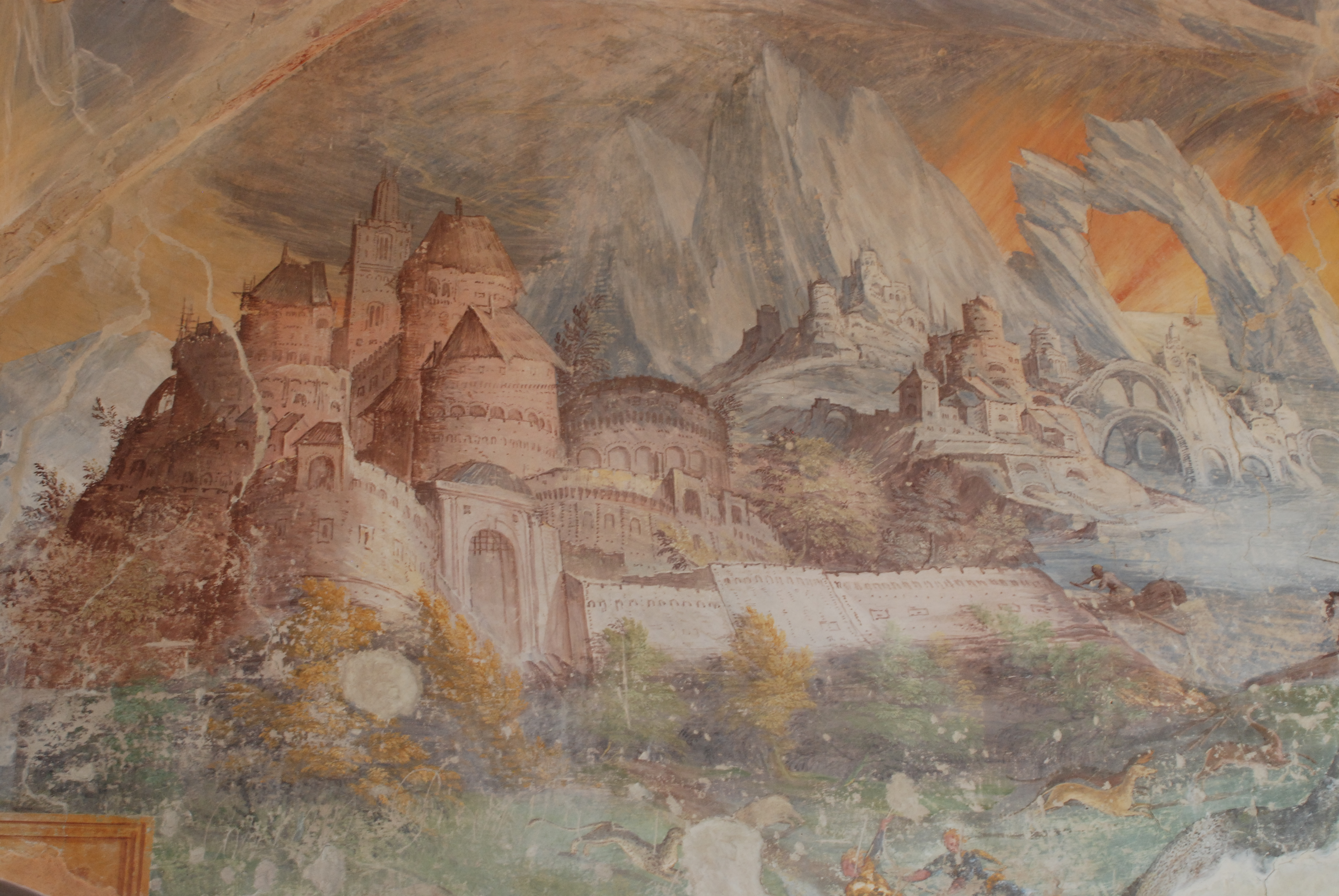
L'un des châteaux représentés dans la salle du Soir.

La salle du Soir (Sala della Sera), la première salle qui surplombe la loggia à partir de l'escalier du portique oriental, est couverte par une voûte sur croisée d'ogives qui convergent en une clé de voûte avec un médaillon décorée d'une tête d'agneau, seul témoignage du XVe siècle d'origine religieuse. Le plafond est entièrement décoré de fresques représentant un ciel bleu foncé avec d'épais nuages blancs et de nombreux oiseaux en vol. Les peintures qui recouvrent les grandes lunettes pariétales représentent, en parfaite continuité avec le plafond, des paysages fantastiques, avec des scènes de chasse qui se déroulent parmi les ruines de châteaux, de ponts et de monuments ; en arrière-plan, des montagnes hautes et escarpées s'élèvent, à l'aspect irréel.
La pièce s'ouvre sur la pièce de communication avec la loggia extérieure sud-est par une fenêtre réparée lors de la restauration, ornée de fresques en continuité avec les murs d'enceinte. Dans la pièce, une cheminée sur le mur nord, fermée au début du XIXe siècle, a été reconstruite en 2014.

##### Salle des Vêpres

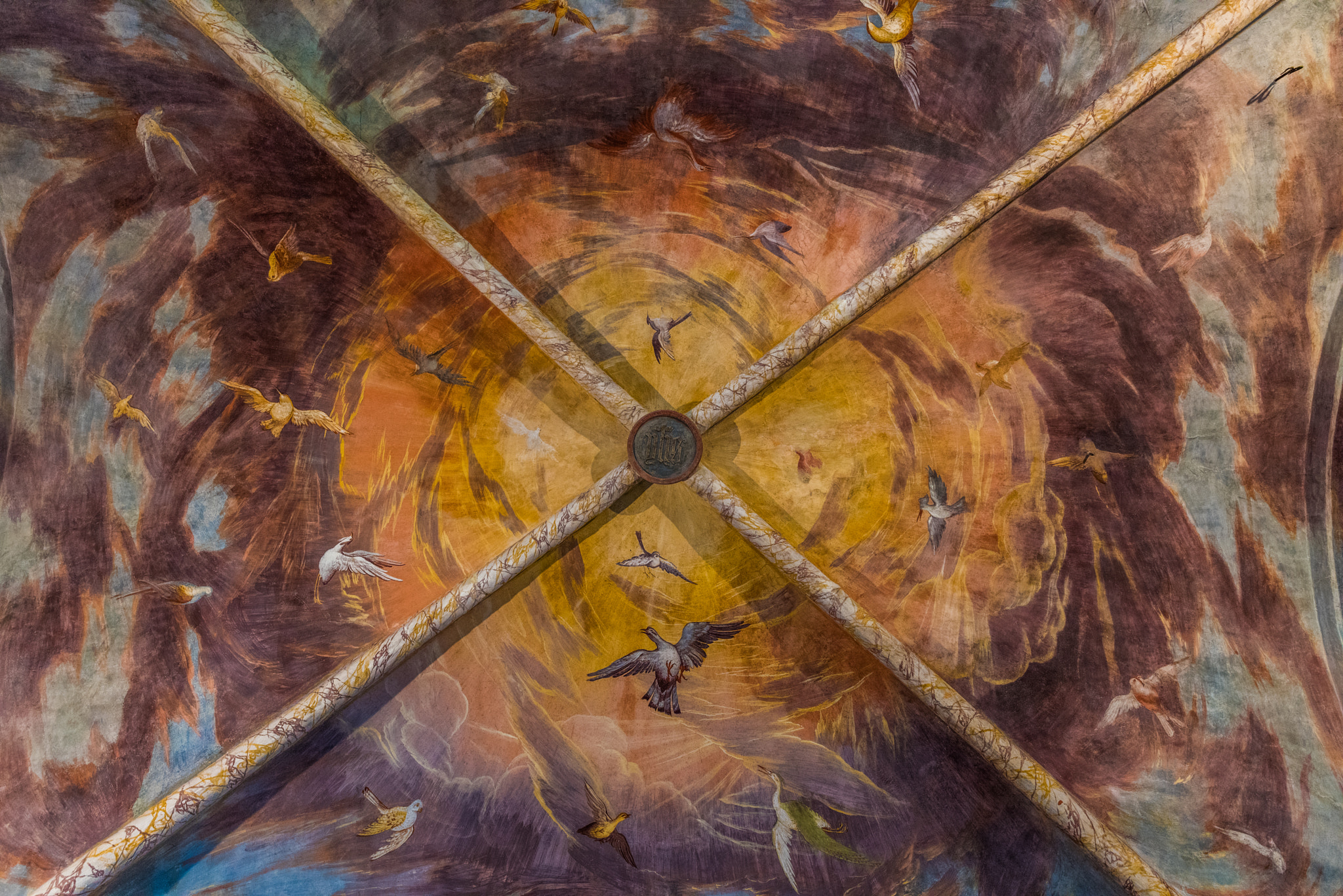
Plafond de la salle des Vêpres.

La deuxième salle au sud s'ouvre, sur la salle du Soir et la salle du Midi, ainsi que sur la zone intermédiaire de communication avec la loggia extérieure sud-est qui surplombe tout le Val Parma à 270 °.
La pièce est couverte par une voûte sur croisée d'ogives décorée d'une fresque représentant le soleil en clé de voûte, entouré concentriquement par toutes les nuances du coucher de soleil, à partir du jaune, en passant par l'orange, le rouge et le violet et culminant en violet foncé sur les bords ; dans le ciel, de nombreux oiseaux volent dans les nuages. Les peintures qui recouvrent les grandes lunettes murales représentent, en parfaite continuité avec le plafond, des paysages imaginaires avec des scènes de chasse au cerf, au lièvre, au sanglier et aux animaux exotiques, qui se déroulent devant de grands châteaux et des ruines ; en arrière-plan, s'élèvent de hautes collines boisées et des montagnes aux pics acérés.

##### Salle du Midi

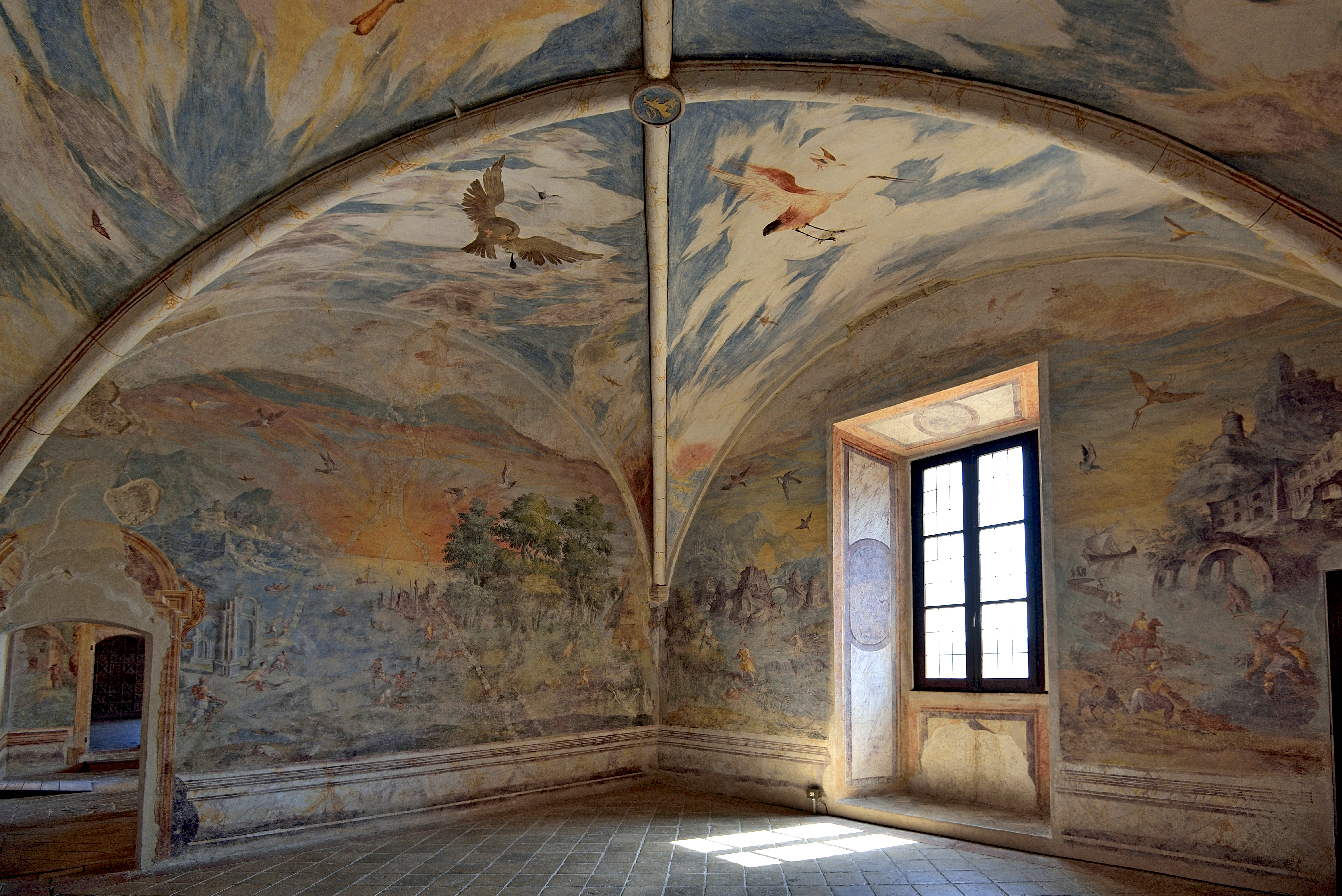
Salle du Midi.

La troisième pièce au sud communique avec la salle des Vêpres et la salle de l'Aurore. Elle est couverte par une voûte sur croisée d'ogives qui convergent en clé de voûte avec un médaillon orné d'un lion, les armoiries de Rossi, qui a survécu aux modifications du XVIe siècle ; le plafond est orné d'une fresque représentant un ciel bleu traversé de gros nuages blancs sur lesquels se détachent quelques faucons, hérons, paons et cormorans en vol ; les nuages ont des nuances roses, tandis que le soleil, sur le point de se coucher, est représenté à l'arrière-plan de la lunette ouest. 
Les peintures qui recouvrent les grandes lunettes pariétales représentent, en parfaite continuité avec la voûte, des paysages imaginaires avec des scènes de pêche dans les rivières, les lacs et la mer, qui se déroulent devant des ruines et de grands châteaux ; à l'arrière-plan, s'élèvent des montagnes massives aux pics acérés.

##### Salle de l'Aurore
La quatrième et dernière salle au sud communique avec la salle du midi et avec la Chambre d'or. Elle est couverte par une voûte sur croisée d'ogives ornée d'une fresque représentant le soleil en clé de voûte, entourée d'un halo jaune-rose et d'une série de nuages concentriques, peints en rose, bleu, bleu et violet, typique de l'aube. Parmi eux se détachent de nombreux oiseaux nocturnes en vol, qui s'éloignent pour laisser la place aux oiseaux diurnes.
Les peintures qui recouvrent les grandes lunettes murales, partiellement incomplètes, représentent, en parfaite continuité avec la voûte,  des paysages imaginaires avec des scènes de chasse aux oiseaux qui se déroulent dans les brumes matinales devant des ruines ; en arrière-plan, s'élèvent des montagnes aux pics acérés.

##### Chambre d'or

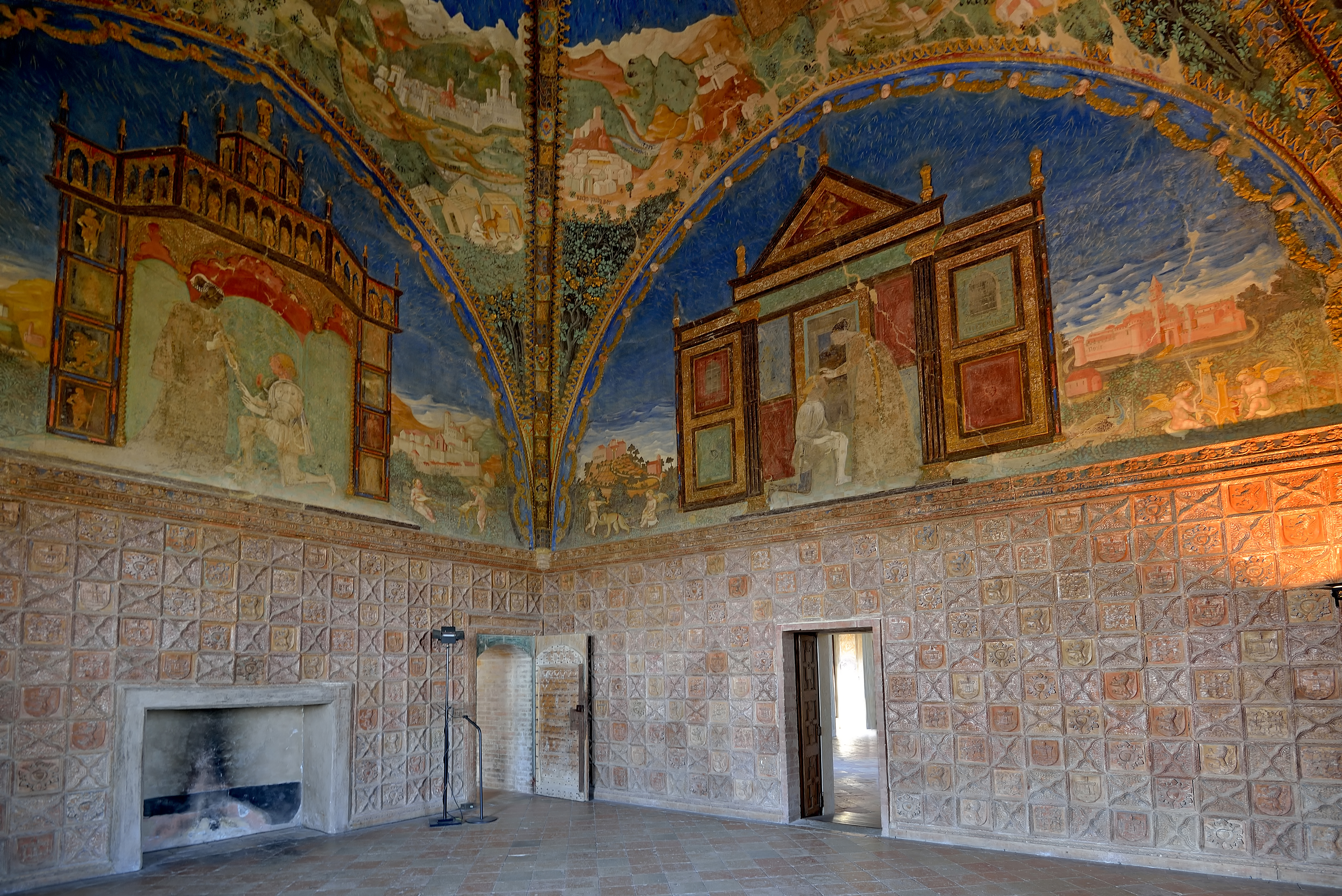
Chambre d'or.

La chambre d'or (Camera d'Oro), située au premier étage de la tour du même nom, communique avec la salle de l'Aurore et le salon des Jongleurs (Giocolieri).

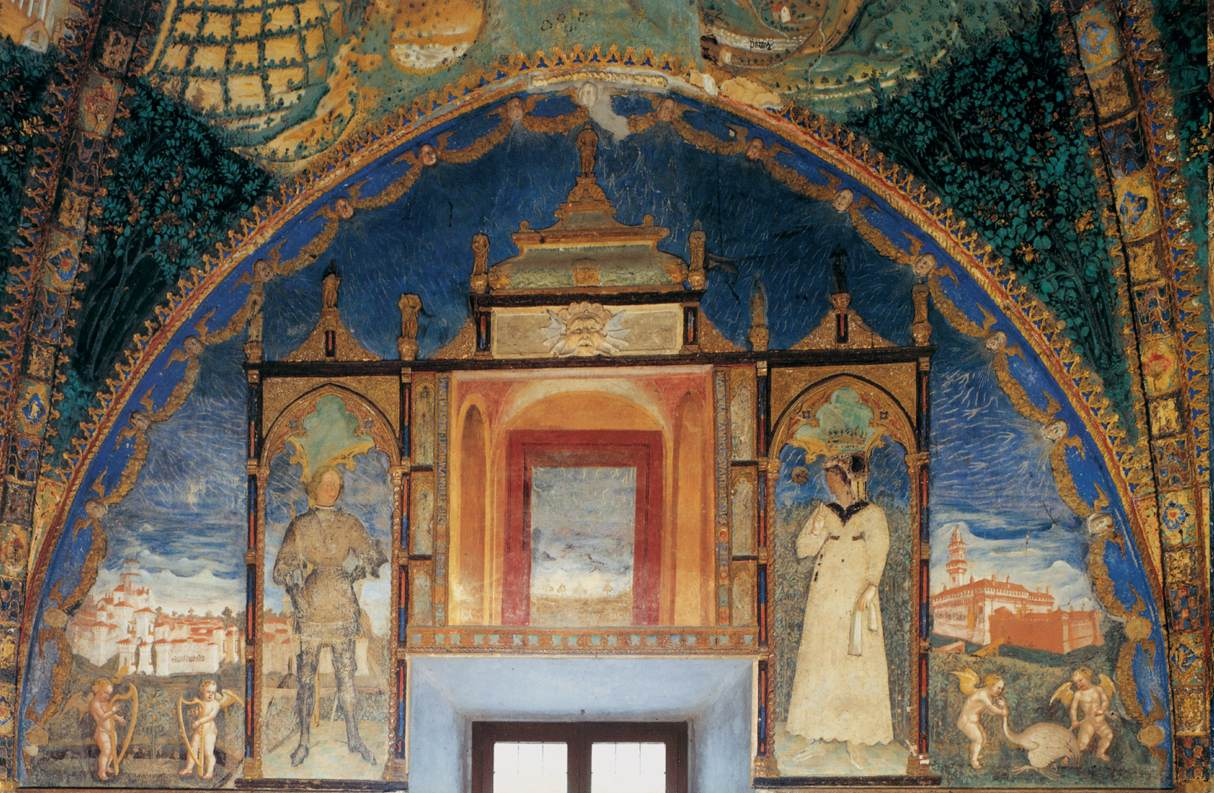
Fresques de Benedetto Bembo dans la Camera d'oro représentant Pier Maria Rossi et Bianca Pellegrini.

Cette pièce, vraisemblablement conçue comme la chambre et le studiolo privé de Pier Maria II de 'Rossi, est connue pour le cycle de fresques probablement peintes par Benedetto Bembo en 1462, même s'il n'existe pas de sources certaines sur la date de leur exécution et sur leur auteur, que certains historiens identifient comme Girolamo Bembo, frère de Benedetto et d'autres comme Francesco Tacconi. Les œuvres sont le seul exemple en Italie d'un cycle de peintures médiévales centré sur la glorification de l'amour courtois entre deux personnages ayant réellement existé.
Les murs de la salle sont recouverts jusqu'au niveau de la voûte sur croisée d'ogives de carreaux de terre cuite ornés de hauts reliefs qui étaient à l'origine recouverts de peintures et d'un décor à la feuille d'or, enlevés par Pietro Cacciaguerra vers 1910.  Les lunettes et le plafond sont peints de fresques fortement symboliques, célébrant l'amour entre Pier Maria II de' Rossi et son amante Bianca Pellegrini, représentée dans les différentes scènes. La puissance du comte est soulignée par la représentation réaliste de ses nombreux châteaux situés dans la région de Parme.
L'ameublement du studiolo a été dispersé avec les autres meubles au début du XXe siècle, La petite fenêtre ouverte vers la loggia a été conservée ; elle est ornée de fresques monochromes.

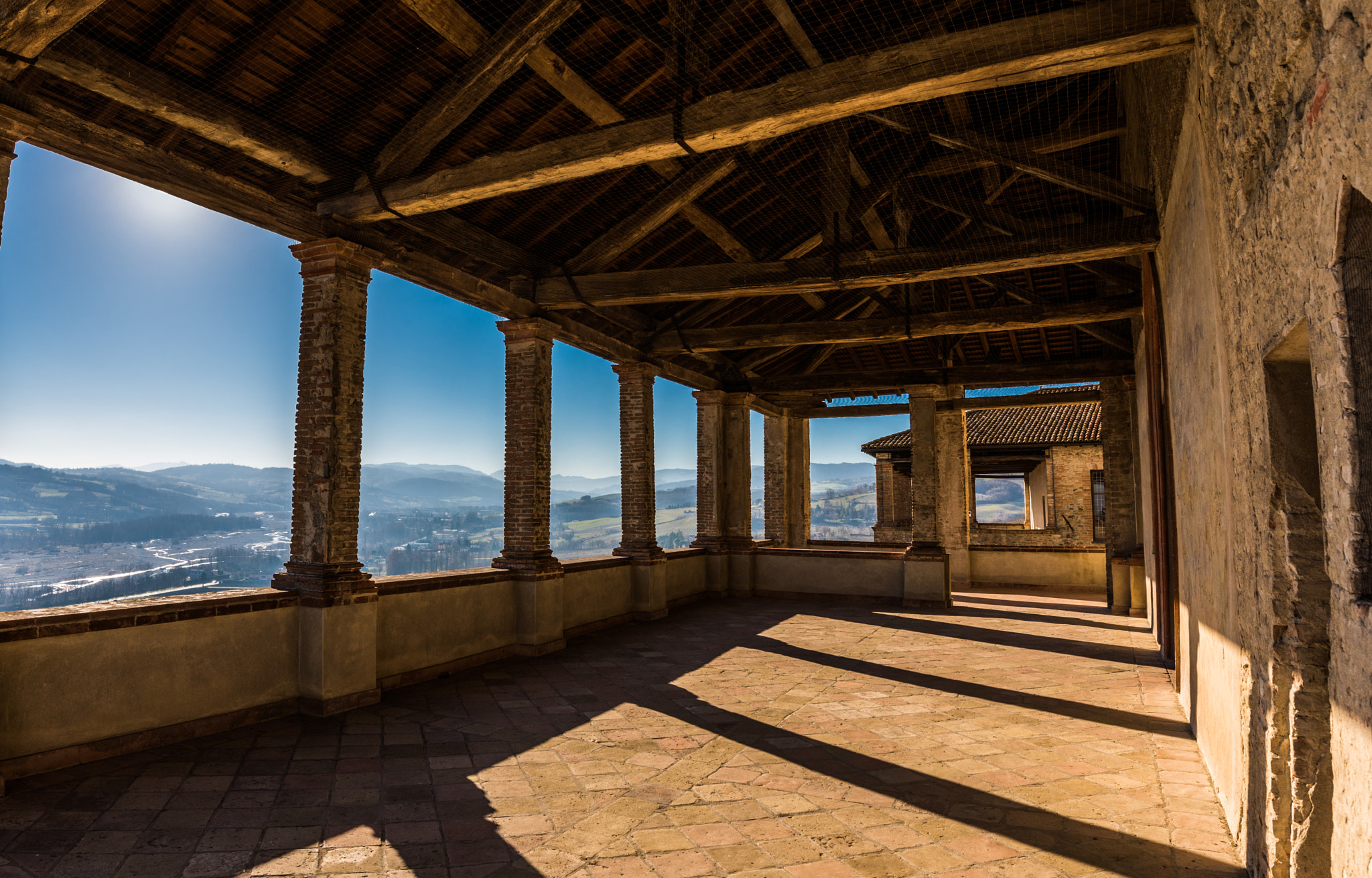
Loggia nord-est.

La porte-fenêtre du mur est s'ouvre par un escalier de quelques marches sur la loggia nord-est, symétrique par rapport à la loggia en saillie de la tour de San Nicomède. La grande terrasse de la fin du XVIe siècle, couverte par une toiture soutenue par une série de piliers d'enceinte en brique, surplombe le Val Parma et la plaine au nord à 270 °.

##### Salon des Jongleurs
La grande salle, accessible directement depuis la loggia orientale, s'étend dans l'aile nord entre la tour de la Chambre d'or et la Tour du Lion, au-dessus de la salle d'armes (Salone degli Stemmi).  Elle fait face, avec trois fenêtres, à la cour d'honneur au sud et, avec deux autres fenêtres, à la terrasse au nord.
Conçue comme une salle de réception destinée à émerveiller les invités, elle est couverte par un plafond plat et nu, tandis que les murs sont entièrement décorés de fresques créées en peu de temps par Cesare Baglioni, Giovanni Antonio Paganino et probablement Innocenzo Martini, qui se sont certainement partagés le travail. Alors qu'une riche frise composée de vingt scènes entrecoupées de cariatides court sur la bande périmétrale supérieure, le reste des murs est recouvert de peintures grotesques.

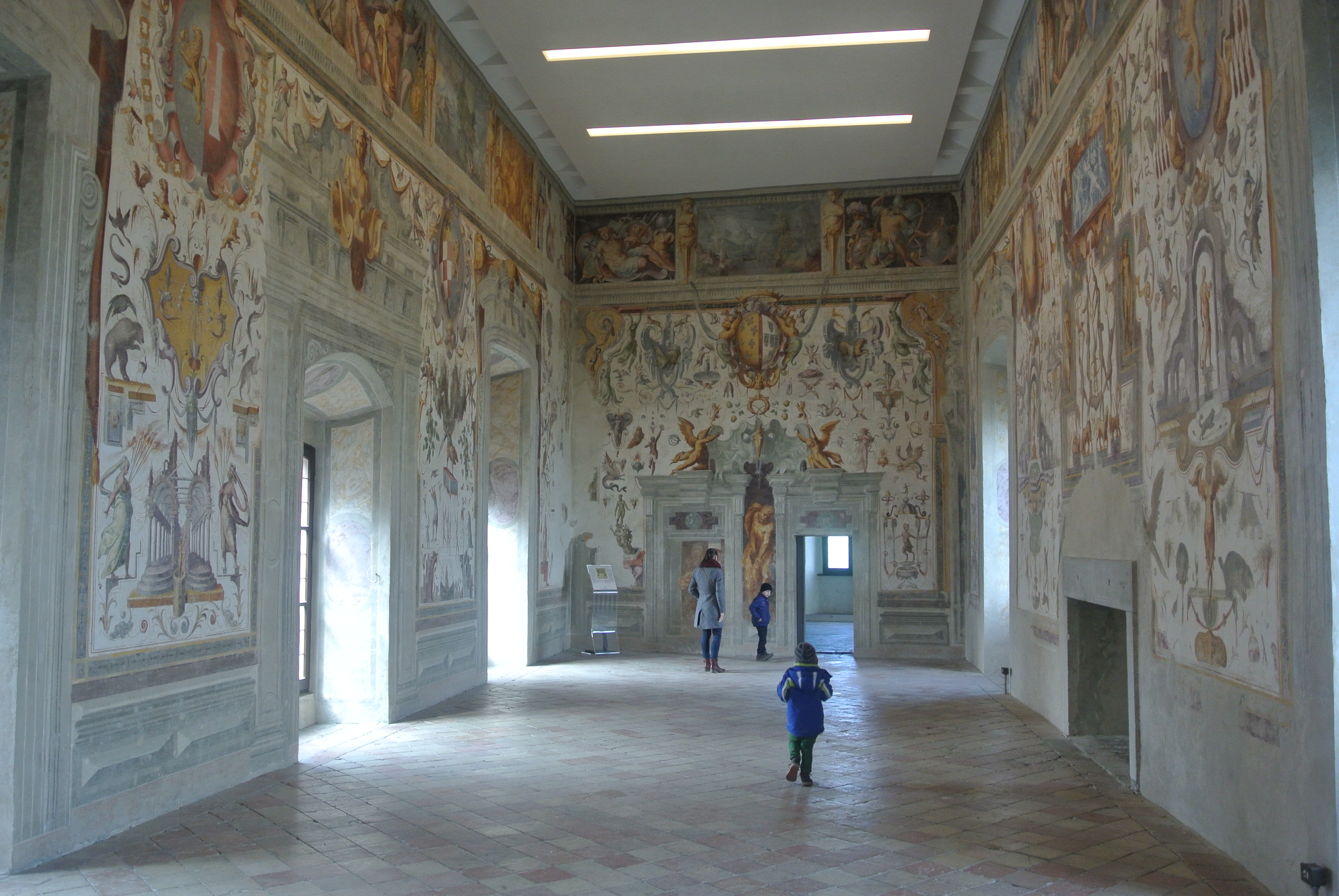
Salle des jongleurs.

Les fresques, contrairement à celles de la salle d'Armes qui célèbrent la famille, ont été réalisées dans le but de glorifier Francesco Sforza di Santa Fiora et ses cousins Farnèse, ducs de Parme. Un grand blason se détache au sommet d'un des murs de la largeur parmi les grotesques ; l'emblème du duc Alexandre Farnèse, entouré de la Toison d'or, se trouve à l'est, et celui de son fils Ranuccio I Farnèse, régent à la place de son père, à l'ouest.

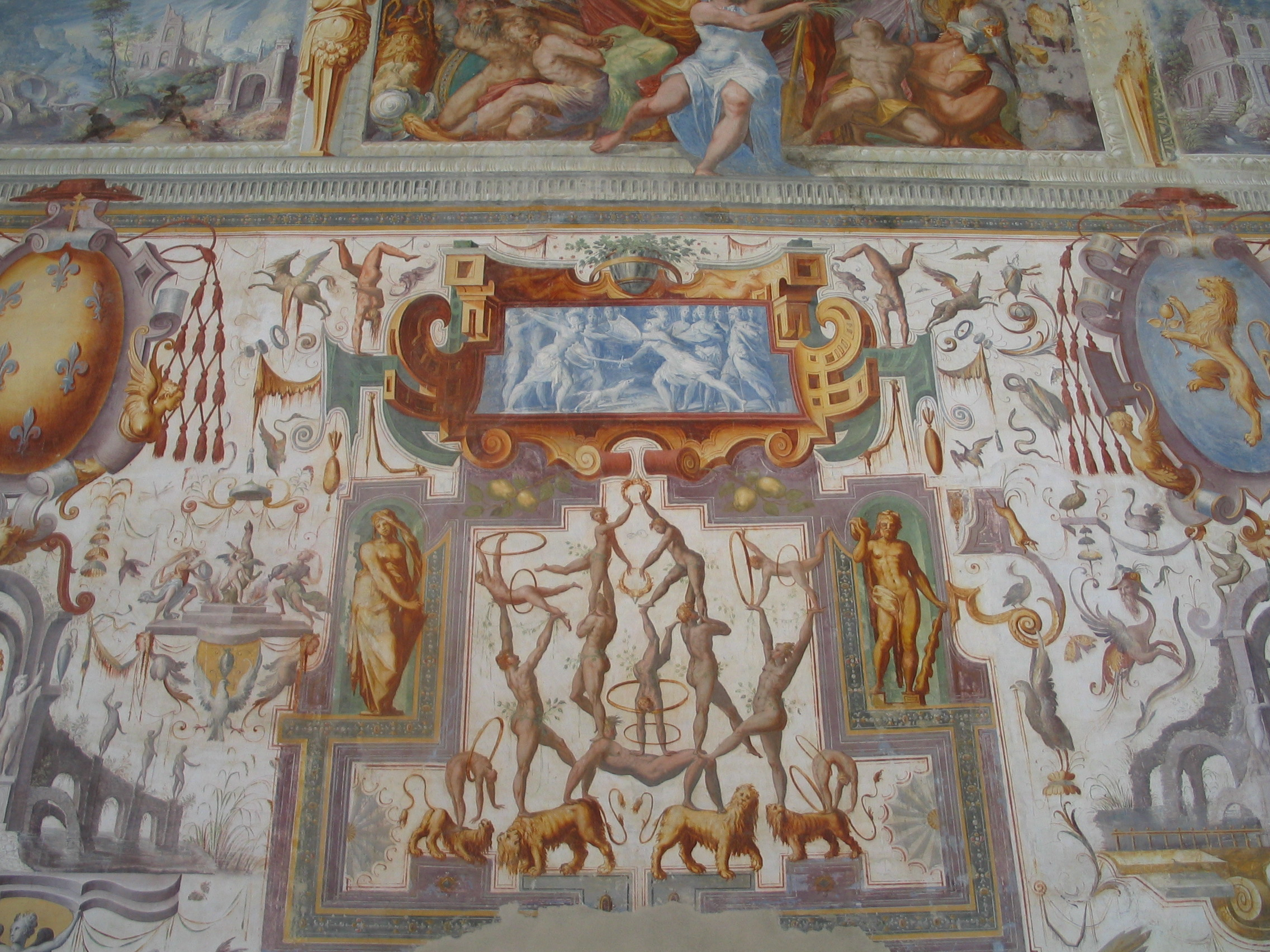
Fresques du Salon des Jongleurs.

Quatre autres armoiries se détachent entre les fenêtres des murs de la longueur. Au sud, une première, entourée par la Toison d'or, est divisée en deux parties, contenant un lion, blason des Sforza de Santa Fiora, et une colonne, emblème des princes Cesarini, ajoutée plus d'un siècle plus tard, probablement à la place du signe de Sforza I Sforza ; une seconde, probablement les armoiries de Francesco Sforza, est également divisée en deux parties, contenant les blasons des Sforza et des Nobili di Montepulciano. Au nord, une autre fait référence au cardinal Ferdinando Farnèse et une seconde au cardinal Francesco Sforza. 
Les grotesques, très riches et peints de couleurs vives sur fond blanc, représentent des temples, des oiseaux, des sphinx, des nymphes, des vases, des sanctuaires, des arabesques, des rubans, des animaux fantastiques et diverses figures féminines. La scène la plus significative, qui a donné son nom au salon, est située au centre du mur nord, au-dessus de la cheminée : un large cadre renferme un groupe d'équilibristes et de jongleurs, qui, en équilibre sur quatre lions, effectuent une pyramide humaine pittoresque. 
Les murs sur la largeur sont également décorés de deux fausses portes, ajoutées pour la symétrie avec les vraies ;  un serviteur portant un bassin, à l'est, et un garçon avec un plateau à la main, à l'ouest, en sortent.
La frise périmétrale du haut est composée d'une succession de 20 scènes, séparées par des cariatides dorées. Sur les petits murs de la largeur, les panneaux centraux représentent des paysages, tandis que sur ceux latéraux figurent des allégories. Sur la longueur, les panneaux centraux représentent allégoriquement et triomphalement la famille Sforza de Santa Fiora, les deux panneaux adjacents, des paysages, les deux suivants des batailles, et deux allégories pour les plus à l'extérieur

##### Salle de la tour du Lion
La salle du premier étage de la Tour du Lion, qui communique avec le salon des Jongleurs et avec l'escalier du portique ouest, contient la reconstitution de la Chambre d'or construite en 1911 pour l'exposition ethnographique qui s'est tenue à Rome à l'occasion des célébrations du cinquantième anniversaire de l'unification de l'Italie ; l'exemplaire, conçu par l'architecte Lamberto Cusani, a été réalisé par de nombreux artistes, dont les peintres Amedeo Bocchi et Daniele de Strobel, les sculpteurs Renato Brozzi et Emilio Trombara et l'ébéniste Ferdinando dell'Argine.

## Légende
Selon la légende, les nuits de pleine lune, près du Rio delle Favole, la route d'accès d'origine au château, le fantôme de Pier Maria II de 'Rossi errerait à la recherche de sa bien-aimée Bianca Pellegrini, répétant la devise « Nunc et sempre ». Selon une autre version, il s'agirait plutôt du fantôme d'une duchesse, emmurée vivante par son mari dans le château à une date indéterminée, errant dans la tour, offrant des baisers passionnés aux hommes qui la rencontrent,.

## Curiosités et évènements

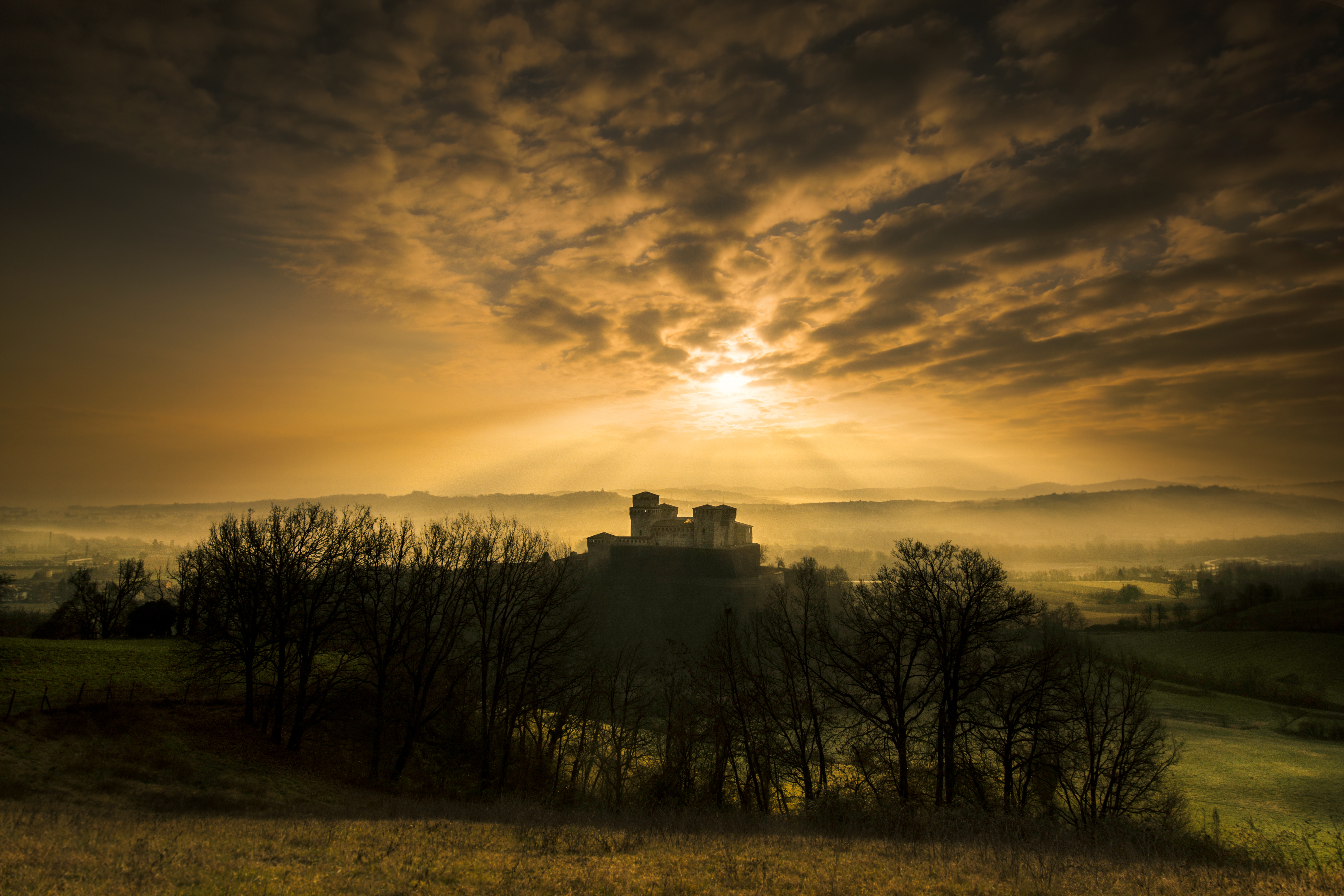
Au soleil couchant.

Le château de Torrechiara accueille de nombreux spectacles estivaux parmi lesquels le festival de Torrechiara « Renata Tebaldi ».
Le rendez-vous Deux cœurs et un château, aux environs de la Saint-Valentin et la reconstitution médiévale Festa di Festa a Corte le 2 juin, font partie des évènements annuels organisés au château.
Le château a servi de lieu de tournage de films, séries télévisées, clips dont :
- 1937, le film Condottieri, réalisé par Luis Trenker[49] ;
- 1981, le film La Tragédie d'un homme ridicule, réalisé par Bernardo Bertolucci[50], dont le personnage principal, un industriel producteur de fromages et de porcs, s'est fait construire une villa rappelant l'architecture du château en face de celui-ci[24].
- 1985, le film Ladyhawke, la femme de la nuit, réalisé par Richard Donner[49] ;
- 1995, le clip vidéo de la chanson Riguarda noi, de l'auteur-compositeur-interprète Giorgia ;
- 2012, le clip vidéo de la chanson Se tu non fossi qui de l'auteur-compositeur-interprète Umberto Tozzi ;
- 2012, la mini-série télévisée La Chartreuse de Parme, dirigée par Cinzia TH Torrini ;
- 2014, la série télévisée française Borgia, créée par Tom Fontana ;
- 2017, l'épisode intitulé Castelli nel tempo de l'émission télévisée Ulysse - Le plaisir de la découverte, conçu et dirigé par Alberto Angela.